# Patek Philippe

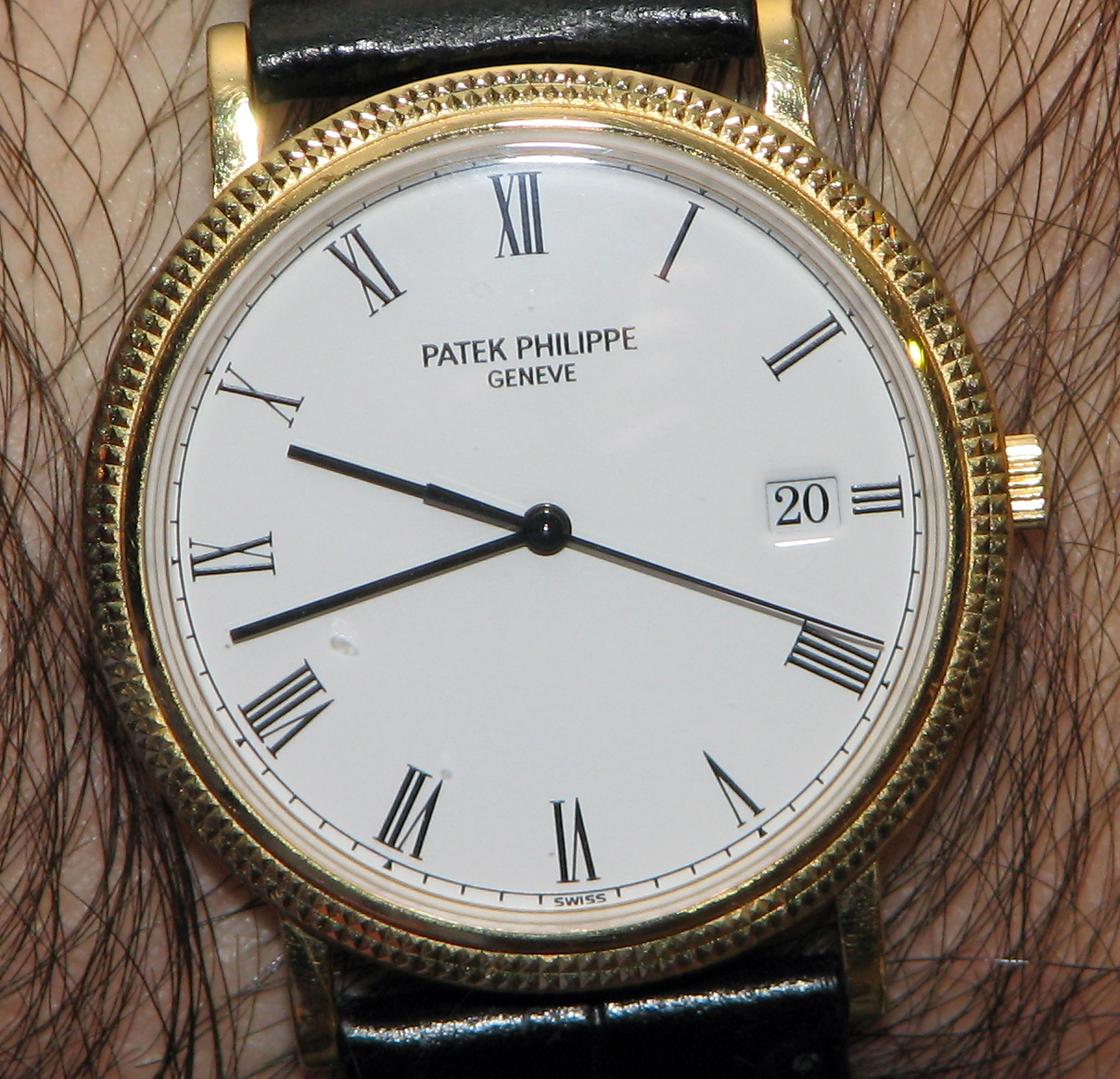
Un orologio della serie Calatrava ref. 3944, con lunetta decorata a "clous de Paris".

Patek Philippe & Co. è un'azienda svizzera produttrice di orologi di lusso, tra le più antiche e prestigiose del mondo.

## Storia

### La fondazione

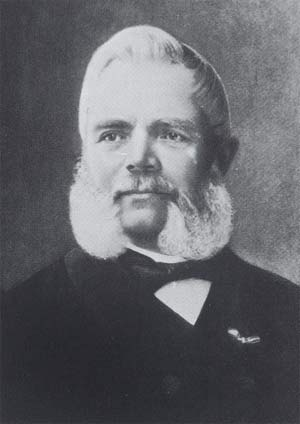
Antoni Patek (1811-1877), fondatore dell'azienda

Il fabbricante di orologi di origine polacca Antoni Norbert Patek (1811-1877) iniziò a vendere orologi nel 1839 a Ginevra in società con Franciszek Czapek per poi separarsi da questi nel 1844. Quest'ultimo proseguirà per breve tempo l'attività di orologiaio autonomamente, per chiudere non molto tempo dopo. Solo recentemente il marchio Czapek è stato rilanciato. Sempre nel 1844, invece, Patek incontra a Parigi Jean-Adrien Philippe (1815-1894) e la manifattura produce il suo primo orologio con carica e messa all'ora senza chiave, innovazione concepita proprio da Philippe qualche anno prima. Nel 1845 la manifattura produce il suo primo orologio da tasca a ripetizione minuti e ottiene il brevetto per un orologio con carica e messa all'ora al pendente. In quell'anno Patek si mise nuovamente in società con il francese Adrien Philippe, che l'anno precedente aveva vinto un prestigioso premio per la realizzazione di componenti meccaniche per orologi all'Esposizione Industriale Francese. 
La società fu fondata con l'attuale denominazione nel 1851, anno in cui espone all'Esposizione Universale di Londra, e da allora ha introdotto o perfezionato molte innovazioni nel suo campo tra cui il calendario perpetuo (brevettato nel 1889 e applicato per la prima volta a un orologio da polso nel 1925) e il Cronografo à rattrapante (brevettato nel 1902 e applicato per la prima volta a un orologio da polso nel 1922). Sempre nel 1851 Patek Philippe cominciò a fornire orologi alla Regina Vittoria e a suo marito dopo che la sovrana del Regno Unito acquistò un orologio della ditta all'Esposizione universale di Londra. L'invenzione del primo orologio da polso si ritiene che possa risalire al 1868: fu inventato per la contessa ungherese Koscowicz, anche se nella storia vi erano già stati esempi celebri di orologi da polso. Altri pezzi di incommensurabile pregio furono realizzati nel 1909 (l'orologio da tasca Duca di Regla, con carillon Westminster dotato di grande e piccola suoneria e ripetizione minuti) e nel 1916 (primo orologio complicato rivolto a un pubblico femminile).
Patek Philippe già a fine Ottocento diventa celebre per proporre pezzi assai interessanti (realizzati in pochissimi esemplari) dotati di complicazioni all'avanguardia per l'epoca, presentate da ben poche maison: uno straordinario contributo alla nomea della Maison è merito anche dell'azienda Victorin Piguet, la quale per oltre un secolo ha contribuito a fornire sia ébauches (movimenti grezzi), sia moduli per complicazioni all'azienda ginevrina. Fu proprio grazie a questo straordinario fornitore che Patek riuscì già a fine Ottocento a realizzare complicazioni da tasca come cronografi, cronografi sdoppianti, calendari perpetui ed altri pregevolissimi esemplari che oggi occupano perlopiù vetrine di musei. Sempre a fine Ottocento (per precisione nel 1887) la Maison registra il simbolo della croce di Calatrava, simbolo dei cavalieri di Malta e da quel momento fino ad oggi emblema di Patek Philippe.

### I grandi successi di Patek Philippe (1920-1960)
Come già citato, nel 1922 e nel 1925 si trovano le prime applicazioni per cronografi rattrapanti e calendari perpetui da polso, che adottavano le ébauches di Victorin Piguet da 12'''. In questo stesso periodo viene realizzato anche un crono rattrapante per mancini, con corona e pulsanti a sinistra. In particolare risale al 1925 il primo calendario perpetuo da polso della storia dell'orologeria, la ref. 97 975, alimentato da un antico movimento risalente ancora alla fine dell'Ottocento. L'orologio è però un modello unico e non vede seguito. Lo stesso discorso vale anche per alcuni rari casi di ripetizioni minuti da polso dell'azienda, prodotti a partire dal 1925 in pochissimi esemplari fino ai primi anni Quaranta, per poi riprenderne la fabbricazione a partire dal 1955 con la ref. 2524.
Nel 1927 venne realizzato un pezzo unico da tasca, con cassa in oro giallo interamente incisa, per James Ward Packard, collezionista statunitense e noto industriale nel settore automobilistico. L'anno seguente fu il turno di Henry Graves, altro notevole connaisseur della Maison e grande appassionato di orologi che era in competizione con il sopracitato Packard per il primato della collezione di orologi più esclusiva.

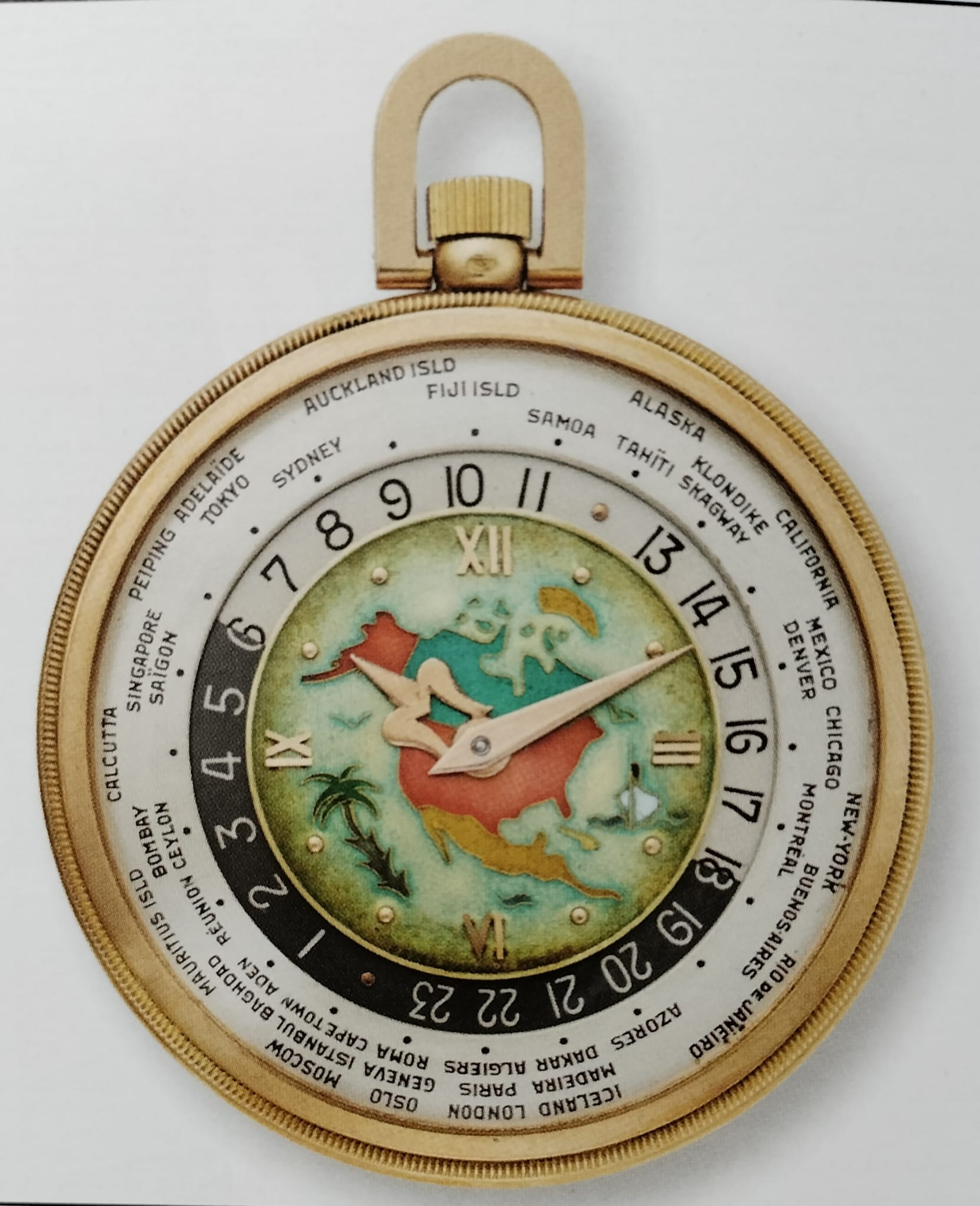
Patek Philippe da tasca con quadrante in smalto e funzione ore del mondo con visualizzazione Cottier, fine anni quaranta

Nel 1932 l'azienda, in difficoltà economica a seguito della grande depressione, fu acquistata dai fratelli Charles Henri e Jean Stern, già attivi nel campo in quanto proprietari di una ditta (la Fabrique de Cadrans Stern Frères) che realizzava quadranti anche per Patek Philippe. Questo passaggio di proprietà fu segnato dalla creazione della linea Calatrava, la cui prima referenza era la 96. Nel 1933 venne realizzato per Henry Graves un orologio da tasca con ben ventiquattro complicazioni, che rimase il più complicato fino al 1989, sostituito da un altro tasca Patek. Sempre negli anni Trenta si diffondono anche i primi orologi con complicazione ore del mondo e visualizzazione Cottier: il primo in assoluto di casa Patek è la ref. 96 HU, risalente al 1937, seguita dalla ref. 1415 di due anni più tardi, nonché la prima con quadrante in smalto. A partire dal 1934 si diffonde anche la ref. 130, il primo cronografo da polso di Patek Philippe prodotto in serie e mosso dal movimento Valjoux 13''', proposta in numerose varianti di quadrante (anche in nero) e materiali, fino al 1964. Pochi anni dopo la presentazione della ref. 130, Patek ne propone una variante dal diametro maggiorato a 36 millimetri: si tratta della ref. 530, il cui maggior diametro rendeva più armonioso il collocamento del calibro Valjoux 13'''. Risale a questi anni anche la rarissima ref. 96, un calendario completo con configurazione inusuale: lunario al 12, finestre data e mese centrali e datario periferico con lancetta dedicata.
Al fianco di movimenti complicati forniti da case terze, Patek Philippe inizia a produrre movimenti in-house per i suoi solotempo: è il caso del movimento 12-120, sviluppato dall'orologiaio e progettista Jean Pfister e dal design ancora legato all'estetica dei calibri svizzeri da tasca, con un ponte di notevoli dimensioni che occupa metà movimento, che nasconde alla vista il bariletto, mentre la regolazione della racchetta è a collo di cigno. Il calibro 12-120 (il primo calibro da tasca realizzato da Patek Philippe) è stato da base per diversi movimenti successivi dell'azienda.

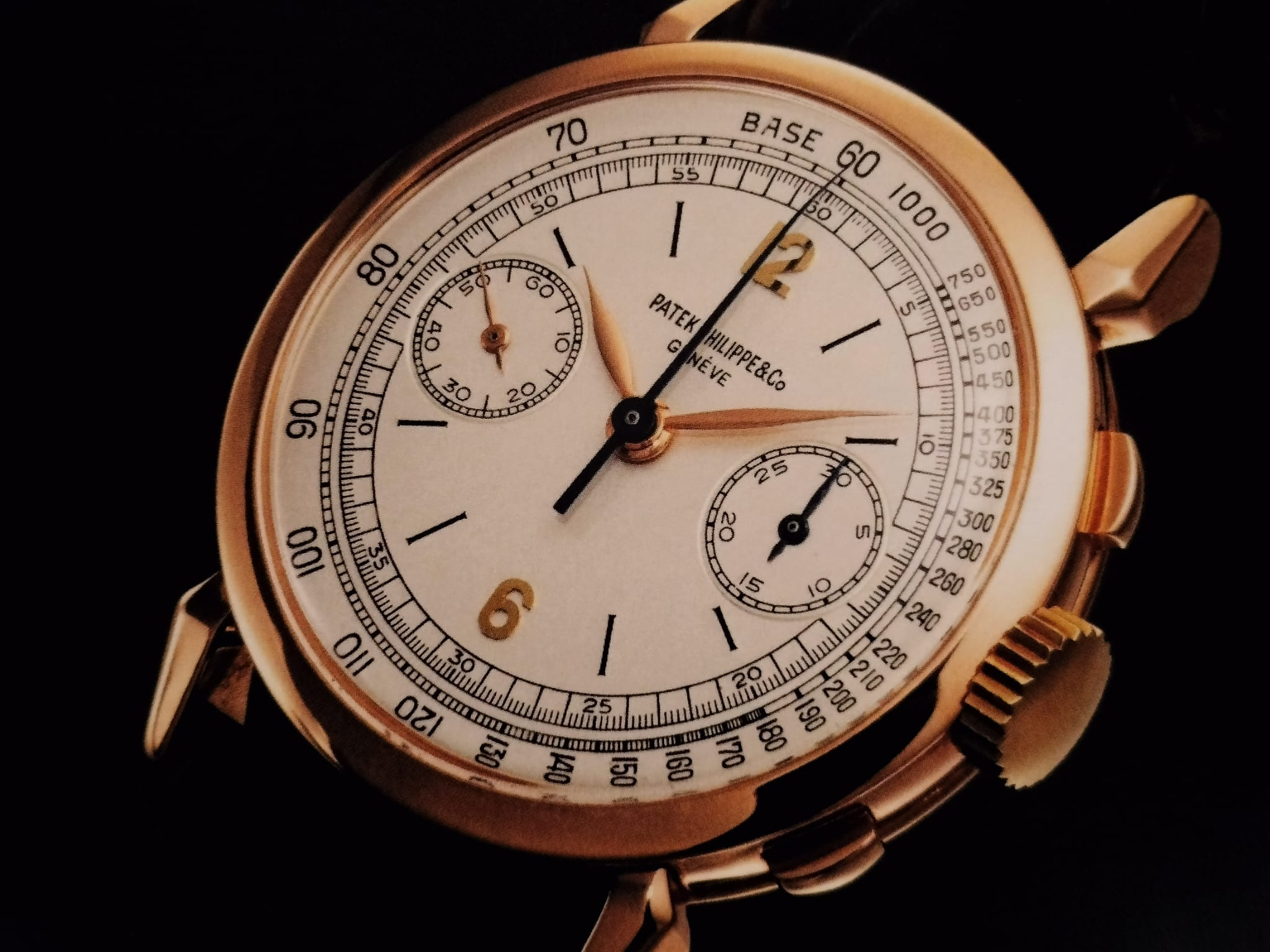
Patek Philippe ref. 1579, anni Cinquanta

Nel 1937 la Maison ha un'altra intuizione nella realizzazione della complicazione del calendario perpetuo, inserendo la visualizzazione dell'indicatore retrogrado della data, posizionata a semicerchio (ref. 860 182). Nel 1938 appare anche la prima referenza dei cronografi rattrapanti da polso, la 1436, prodotta comunque in serie limitatissima. Questa referenza si dimostrò assai longeva sopravvivendo fino ai primi anni Settanta, e proponendo differenti tipi di quadranti, con indici a bastoncino, numeri Breguet, numeri arabi o romani. Risale al 1939 un orologio pezzo unico (ref. 541) realizzato su ébauche Victorin Piguet da 11''' dotato di calendario perpetuo e ripetizione minuti. Si tratta del primo orologio da polso al mondo ad unire queste due complicazioni.
Nel 1940 viene invece presentata la ref. 1463, il primo cronografo dell'azienda ad essere resistente all'acqua. Questo cronografo fu uno dei più venduti nella storia di Patek con circa 570 esemplari prodotti, fino al 1969, anno della sua dismissione.

Se già a metà anni Venti Patek presenta la complicazione del calendario perpetuo su un suo orologio, è solo a partire dal 1941 che viene prodotto un modello in serie: si tratta della referenza 1526. Lo stesso anno viene presentata anche la referenza 1518, il primo cronografo calendario perpetuo della Maison, nonché il primo crono calendario perpetuo da polso prodotto in serie, che sarà determinante a definire i canoni estetici degli orologi futuri con le medesime complicazioni. È mosso dal movimento cronografico manuale Valjoux 13''' a cui è stato aggiunto un modulo Victorin Piguet (maison con cui Patek collabora anche per la realizzazione delle ripetizioni minuti dell'epoca) per la complicazione del calendario perpetuo. A questa è seguita la ref. 2499 (realizzata in quattro serie differenti), del 1951, che si affermerà come uno dei Patek più ricercati dai collezionisti. La ref. 1518 uscirà definitivamente di produzione nel 1954, dopo 281 esemplari prodotti. Con queste due innovazioni, Patek Philippe stabilisce il primato di essere stata la prima Maison ad aver prodotto in serie un calendario perpetuo e un cronografo calendario perpetuo in serie (seppure i volumi di vendita per questi orologi fossero contenuti, sia per la loro complessità realizzativa, sia per il prezzo a cui venivano proposti).

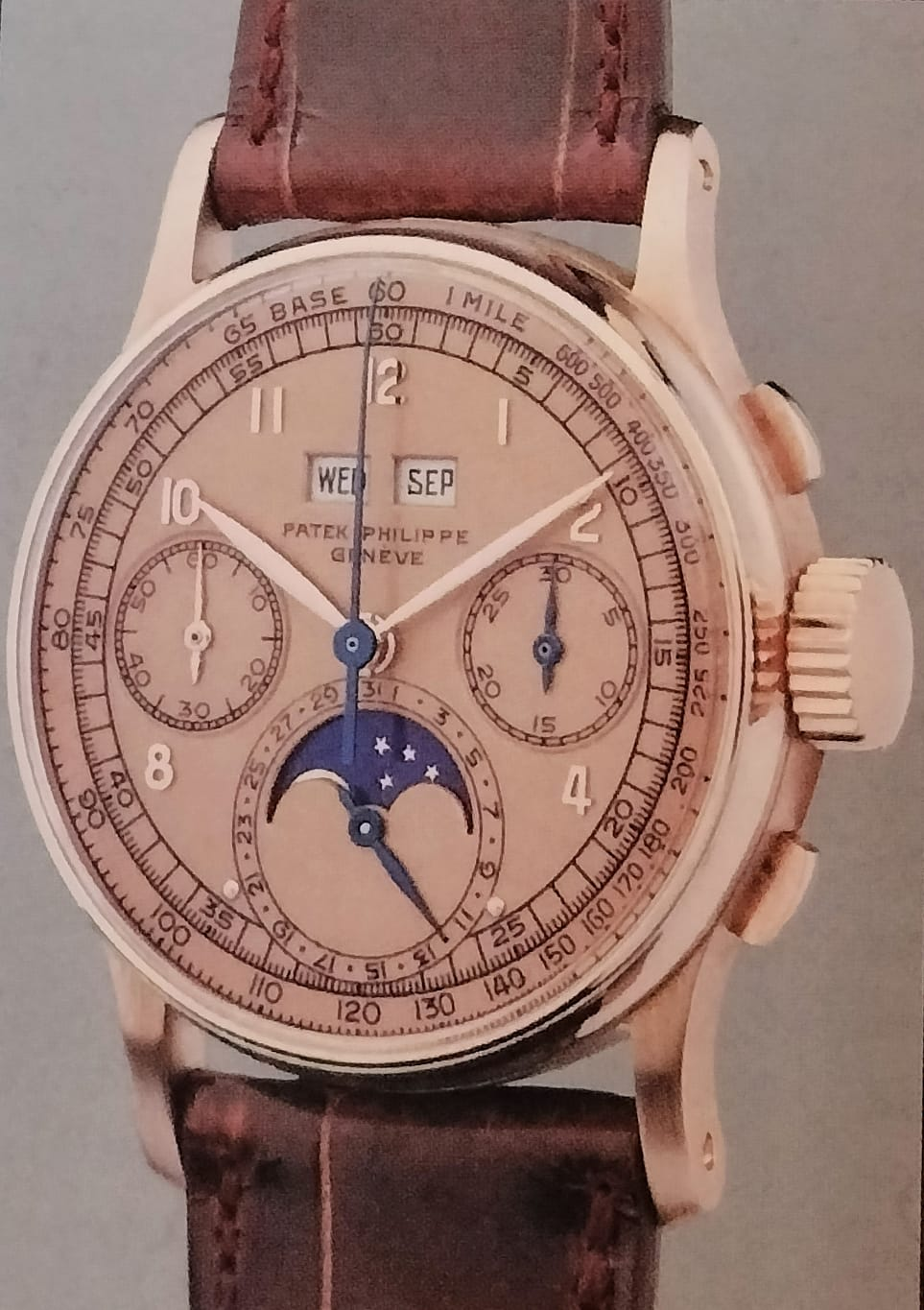
Patek Philippe cronografo calendario perpetuo ref. 1518, metà anni '40 circa

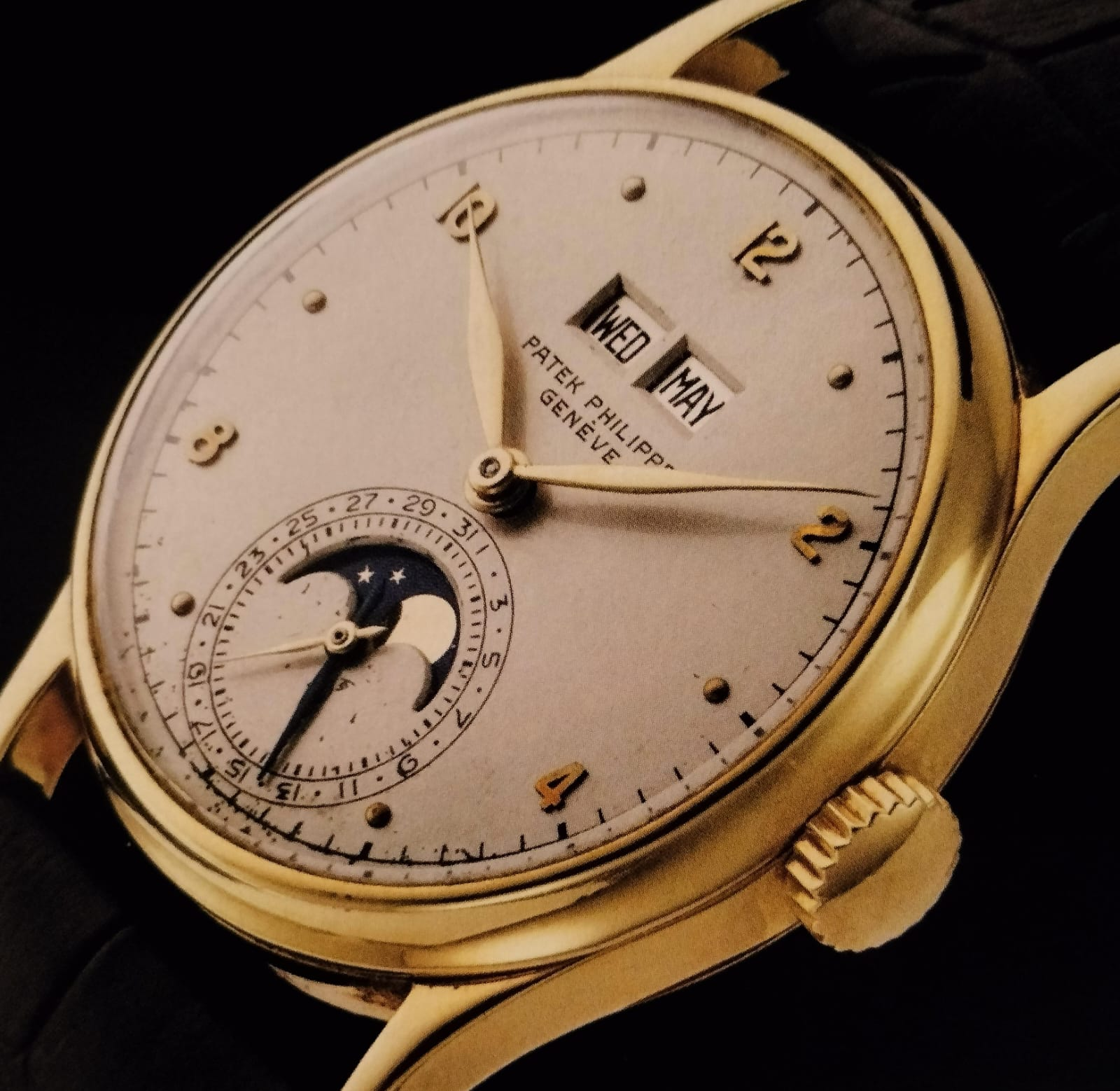
Patek Philippe calendario perpetuo ref. 1526. Metà anni Quaranta.

A metà anni quaranta la ref. 1526 viene prima affiancata e poi sostituita dalla ref. 1591, con secondi centrali (a differenza della ref. 1526 con secondi al sei, in corrispondenza del lunario), ed in seguito dalla ref. 2497, del 1951. La 1526 verrà infine discontinuata nel 1952.
La ref. 2497 invece viene suddivisa in due generazioni, a seconda della cassa e del quadrante: nella prima generazione i numeri sono romani alternati a indici a pallini, mentre nella seconda serie sono sostituiti da indici a bastoncino. 

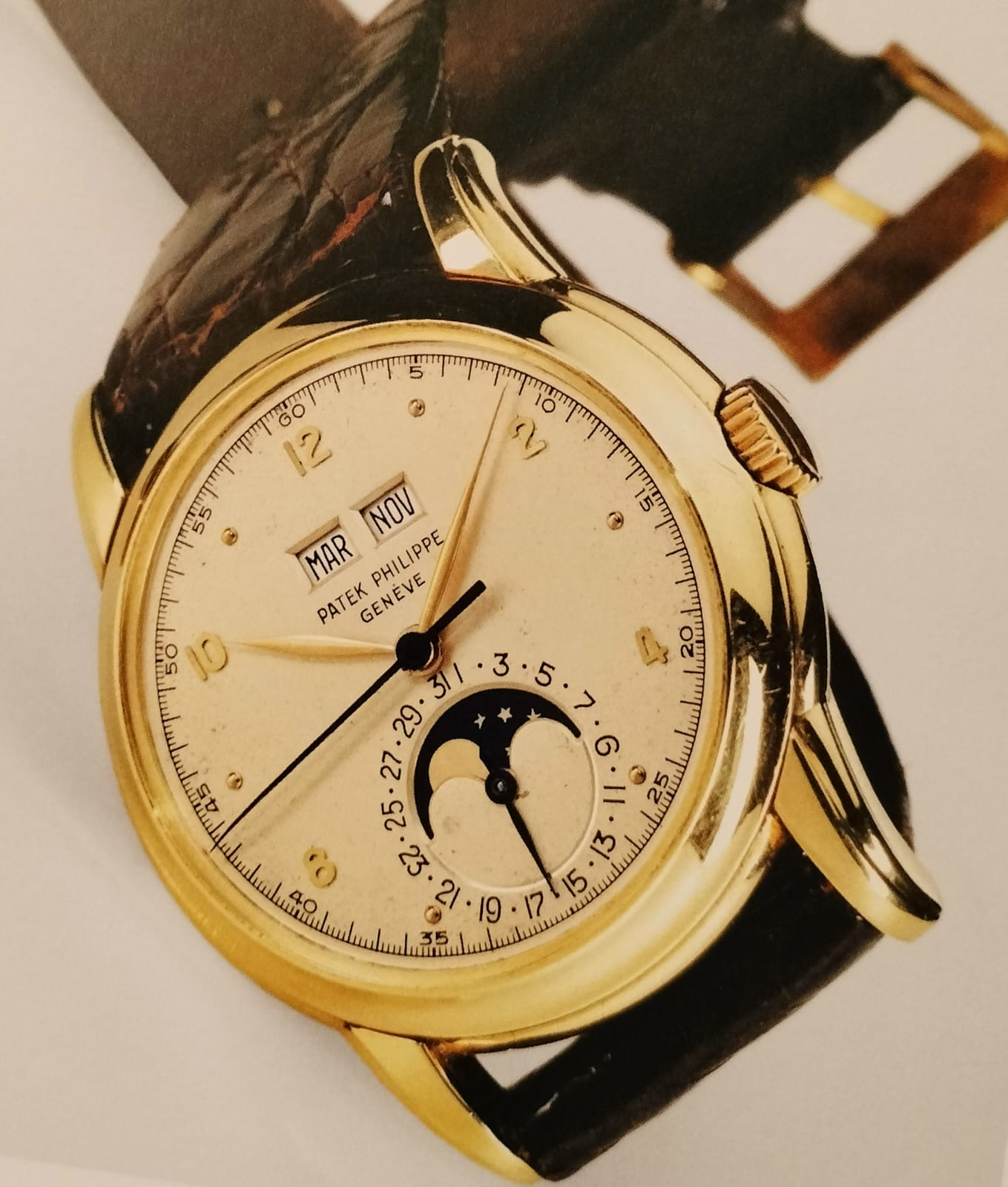
Patek Philippe calendario perpetuo ref. 2497 prima serie, primi anni Cinquanta. La prima serie è contraddistinta da numeri arabi alternati ad indici a pallini, mentre la seconda serie da indici a bastoncino.

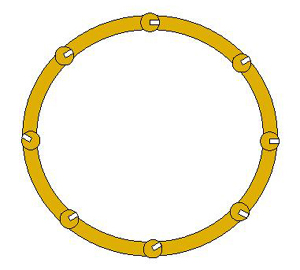
Esemplificazione del bilanciere Gyromax, con le viti per la microregolazione perpendicolari al bilanciere

Nel 1949 fu brevettato il bilanciere Gyromax, il quale è contraddistinto dall'avere le piccole viti di regolazione del bilanciere non sporgenti, ma poste verticalmente sopra il bilanciere che consentono di modificarne l'inerzia. La posizione perpendicolare delle microviti rispetto al bilanciere consente a quest'ultimo di avere una maggior dimensione, ed una maggiore dimensione comporta una migliore cronometria dell'orologio (cioè una maggior precisione).

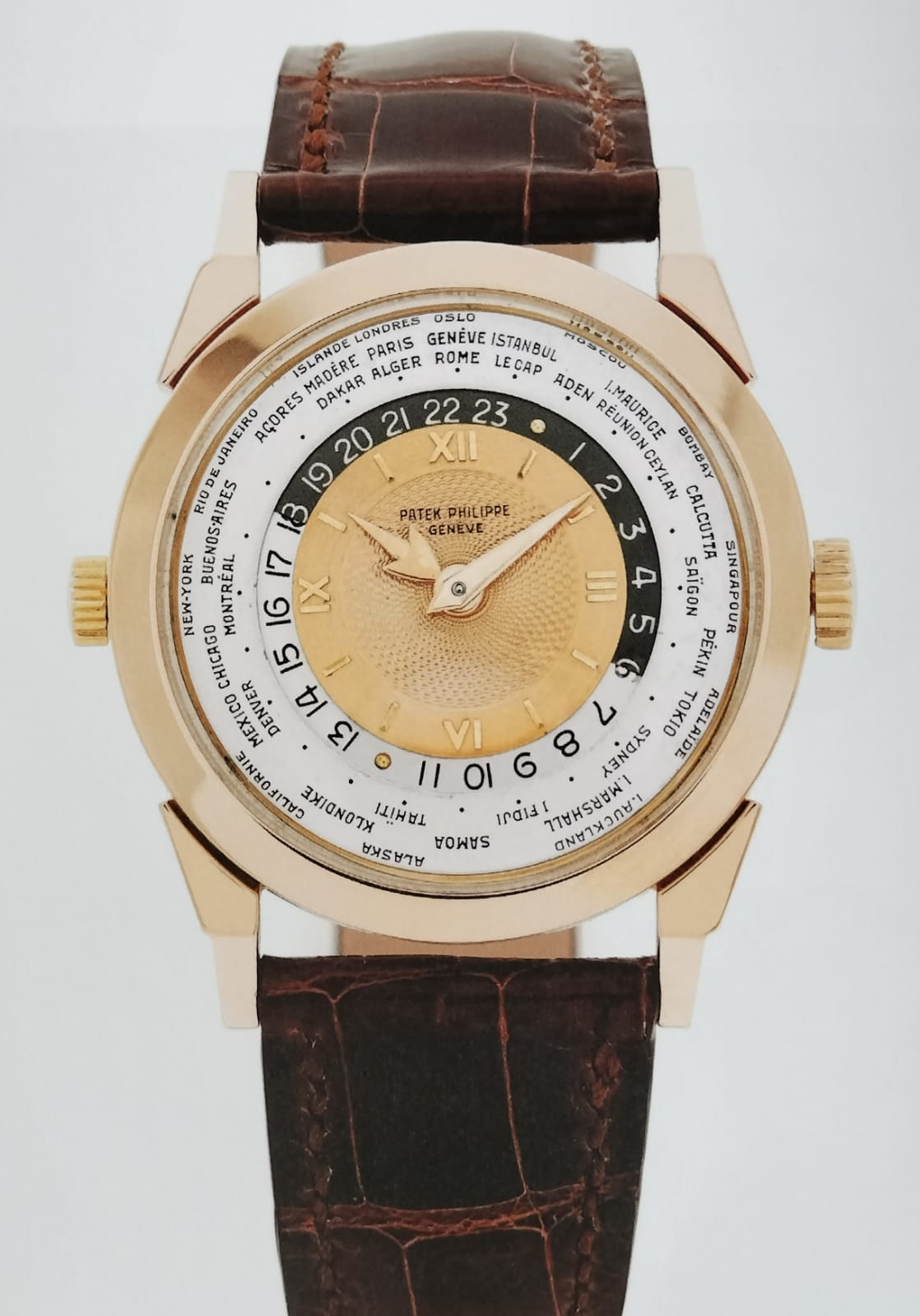
Il Patek Philippe ref. 2523 della prima metà degli anni Cinquanta è il primo ore del mondo di Patek prodotto in serie nonché il primo ad integrare due corone di carica.

Nel 1953 vennero prodotti i primi orologi automatici, mossi dal movimento di manifattura 12-600AT, con massa oscillante centrale in oro 18 carati decorata a guilloché. La massa oscillante di questo orologio, dall'altissimo livello di finiture, è stata d'ispirazione per l'estetica di quelle montate su Parmigiani Fleurier e F.P. Journe. Tutt'oggi il 12-600AT è ritenuto come uno dei movimenti a carica automatica meglio riusciti in assoluto. Sempre nel 1953 Patek Philippe avvia anche la produzione in serie di orologi con complicazione Cottier delle ore del mondo, con la referenza 2523. Questa referenza è la prima a introdurre una doppia corona di carica per ruotare il rehaut in cui sono riportati i nomi delle varie città nel mondo. La ref. 2523 poteva essere trovata sia con quadrante guilloché sia decorato in smalto cloisonné.

Debutta nel 1955 la seconda serie della ref. 2499, la quale presenta un'estetica ben differente dalla prima serie, la quale a sua volta era invece piuttosto simile alla precedente ref. 1518. Nel caso della seconda serie, la ref. 2499 infatti sostituisce i pulsanti cronografici rettangolari con altri rotondi sempre a pompa.

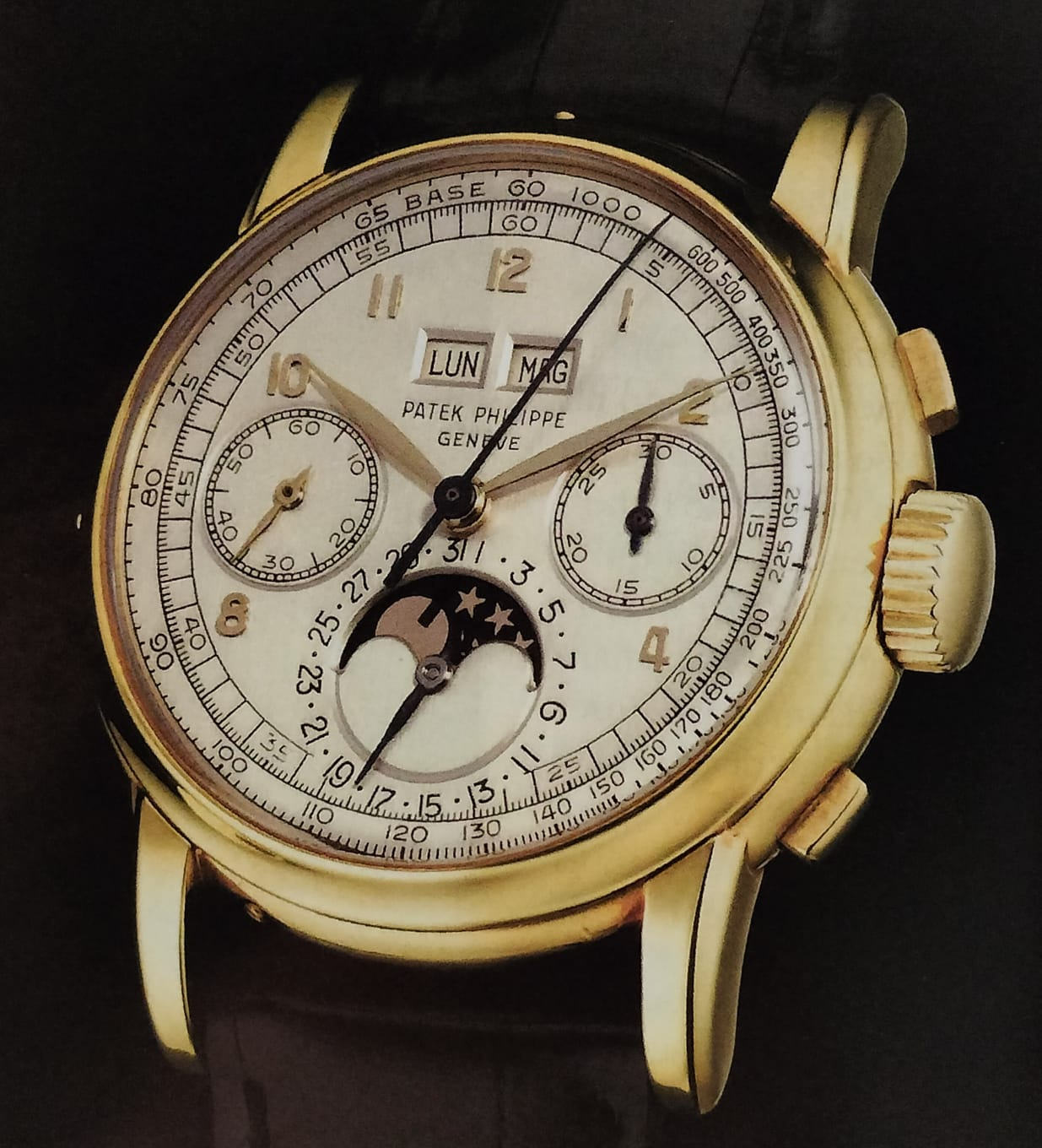
Patek Philippe cronografo calendario perpetuo ref. 2499 prima serie, di metà anni Cinquanta. La prima serie si distingue per i pulsanti cronografici rettangolari, che diventeranno rotondi dalla seconda serie.

Analogamente ad altri fabbricanti svizzeri l'azienda concentra gran parte della sua produzione sugli orologi a movimento meccanico, tuttavia nel corso della sua storia ha prodotto anche orologi al quarzo. Il primo di questi fu realizzato nel 1956 per essere montato su un orologio da tavolo, il quale venne regalato nel 1963 al presidente USA John Kennedy dal sindaco di Berlino Ovest Willy Brandt e raffigurante con tre orologi recanti i tre diversi fusi orari di Washington, Mosca e Berlino.

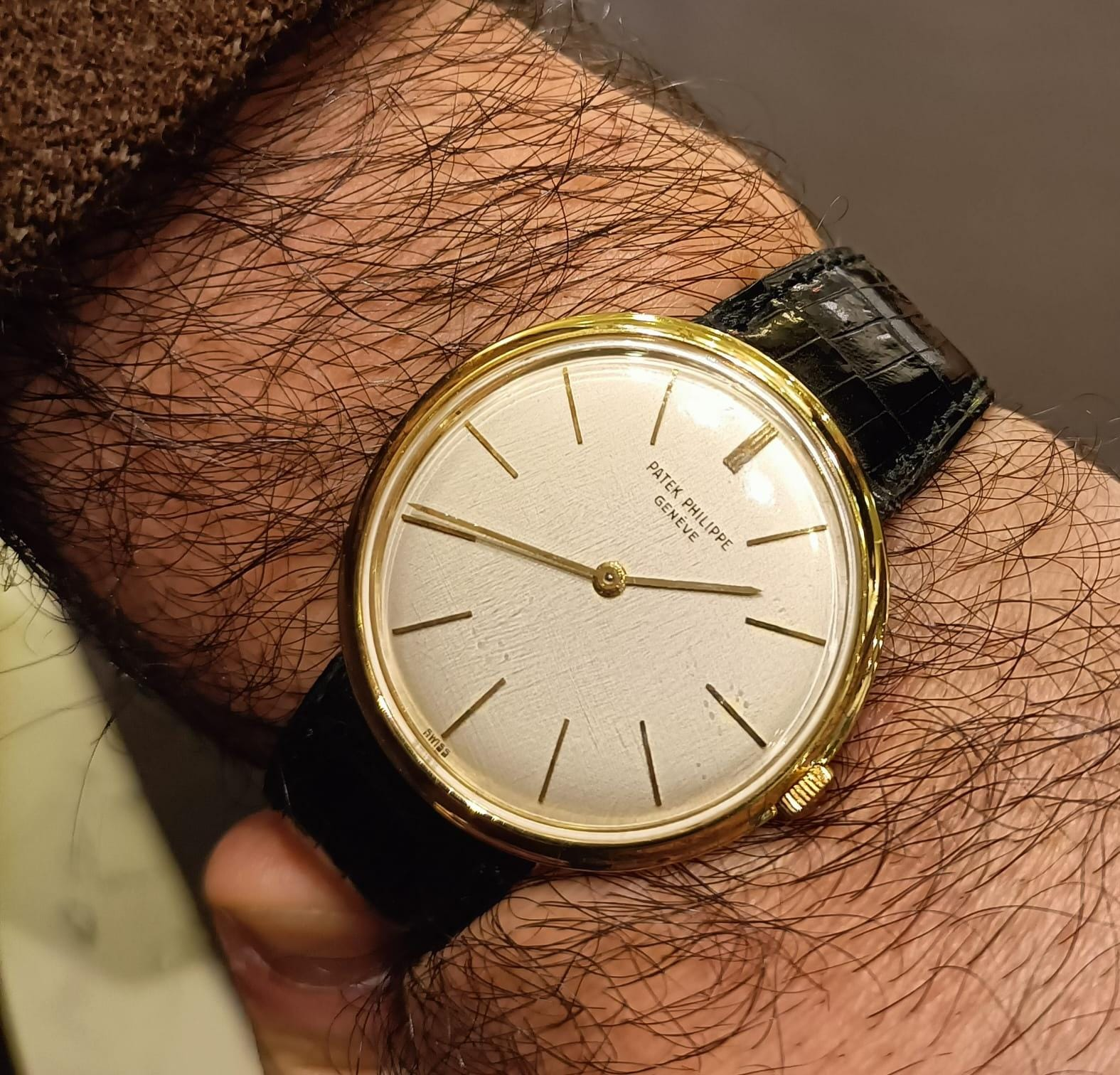
Patek Philippe in oro carica manuale ref. 2591, metà anni '50 circa

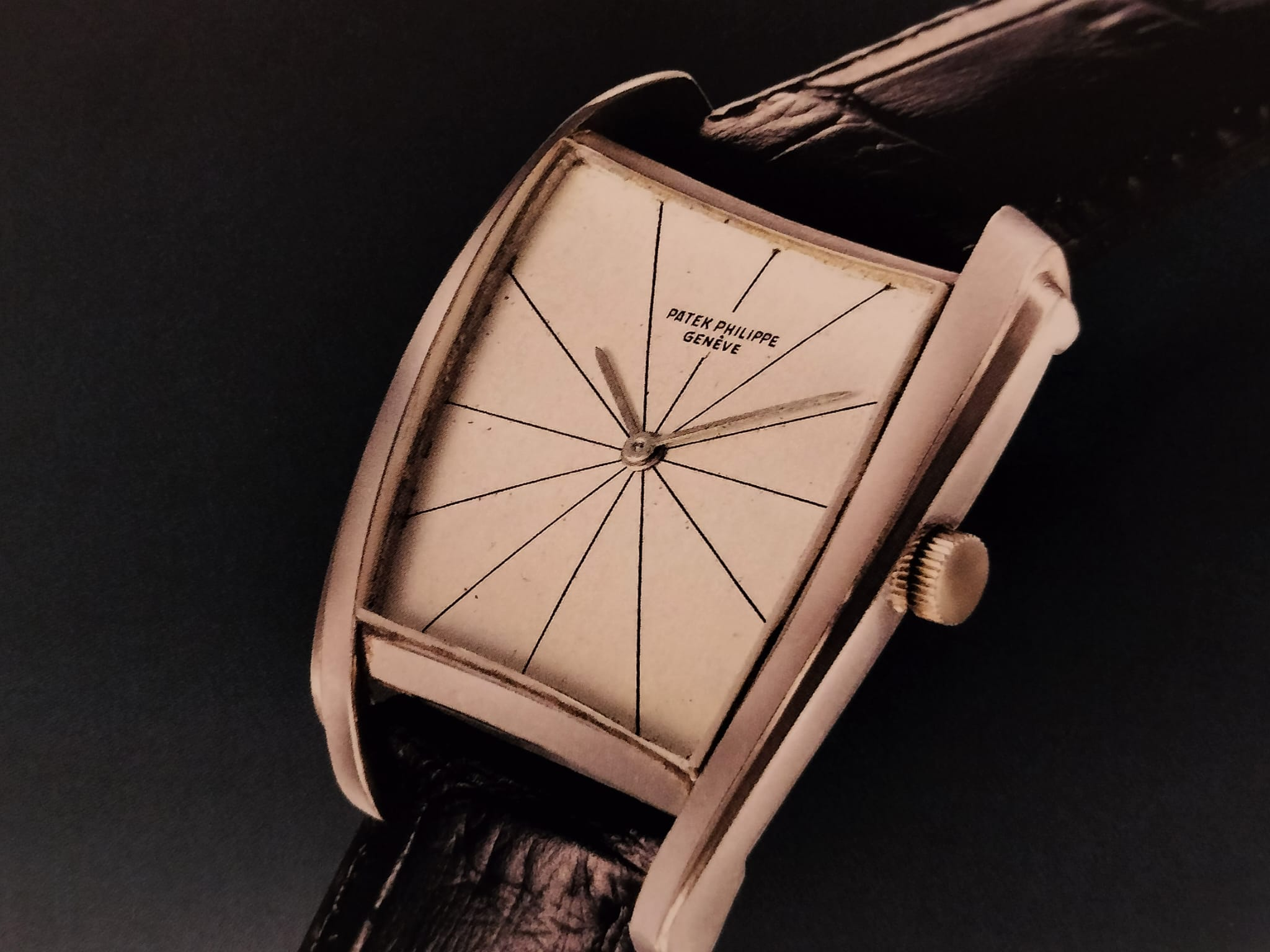
Patek Philippe asimmetrico ref. 3424 disegnato da Gilbert Albert

A fine anni Cinquanta vengono realizzati alcuni orologi da polso asimmetrici, disegnati da Gilbert Albert (referenze 3412, 3414, detto "Cobra", 3422, 3424 e la 3270 da donna). Lo studio del design viene intrapreso anche con la ref. 2554, detta anche "manta ray". Un'evoluzione stilistica e concettuale del design del Cobra è dato dalla ref. 3414, il primo orologio al mondo a presentare la lettura di ore e minuti tramite un'indicazione lineare, una soluzione adottata recentemente anche da orologiai indipendenti come HYT ed Urwerk. L'idea è stata concepita e realizzata da Albert e Louis Cottier, i quali depositarono un apposito brevetto per la realizzazione dell'orologio che, tuttavia, rimase sempre e solo in formato prototipale.
Nel 1960 debutta la terza serie della ref. 2499 (cronografo con calendario perpetuo), la quale abolisce dal quadrante la scala tachimetrica.
Nel 1962 viene presentato il primo calendario perpetuo alimentato da un movimento automatico, con referenza 3448, rimasto in catalogo per oltre vent'anni, fino a metà anni Ottanta. La ref. 3448 (poi evoluta nella ref. 3450 che indica anche l'anno bisestile) presenta il movimento automatico 27-460Q, derivato dalla versione solotempo 27-460, che è il secondo movimento automatico mai prodotto da Patek, sostituto del 12-600AT. Il 27-460 avrà vita molto più lunga del suo predecessore, considerando che rimarrà in produzione dagli inizi degli anni Sessanta fino a metà anni Ottanta, quando verrà sostituito dal calibro 240, con micro rotore, di derivazione Universal Genève. Come il suo predecessore, anche il 27-460 ha finiture di altissimo livello (con spesso doppio Punzone di Ginevra) e viene descritto da una parte degli appassionati come "La Gran Dama dei movimenti automatici svizzeri".
A metà anni Sessanta anche Patek Philippe decide di inserirsi nella competizione per realizzare orologi dallo spessore sempre più contenuto: è così che nel 1965 viene presentato il Calatrava ref. 3520, dotato del movimento Patek Philippe 175 (ed in seguito del 177), derivato dal prestigioso Frédéric Piguet 21.

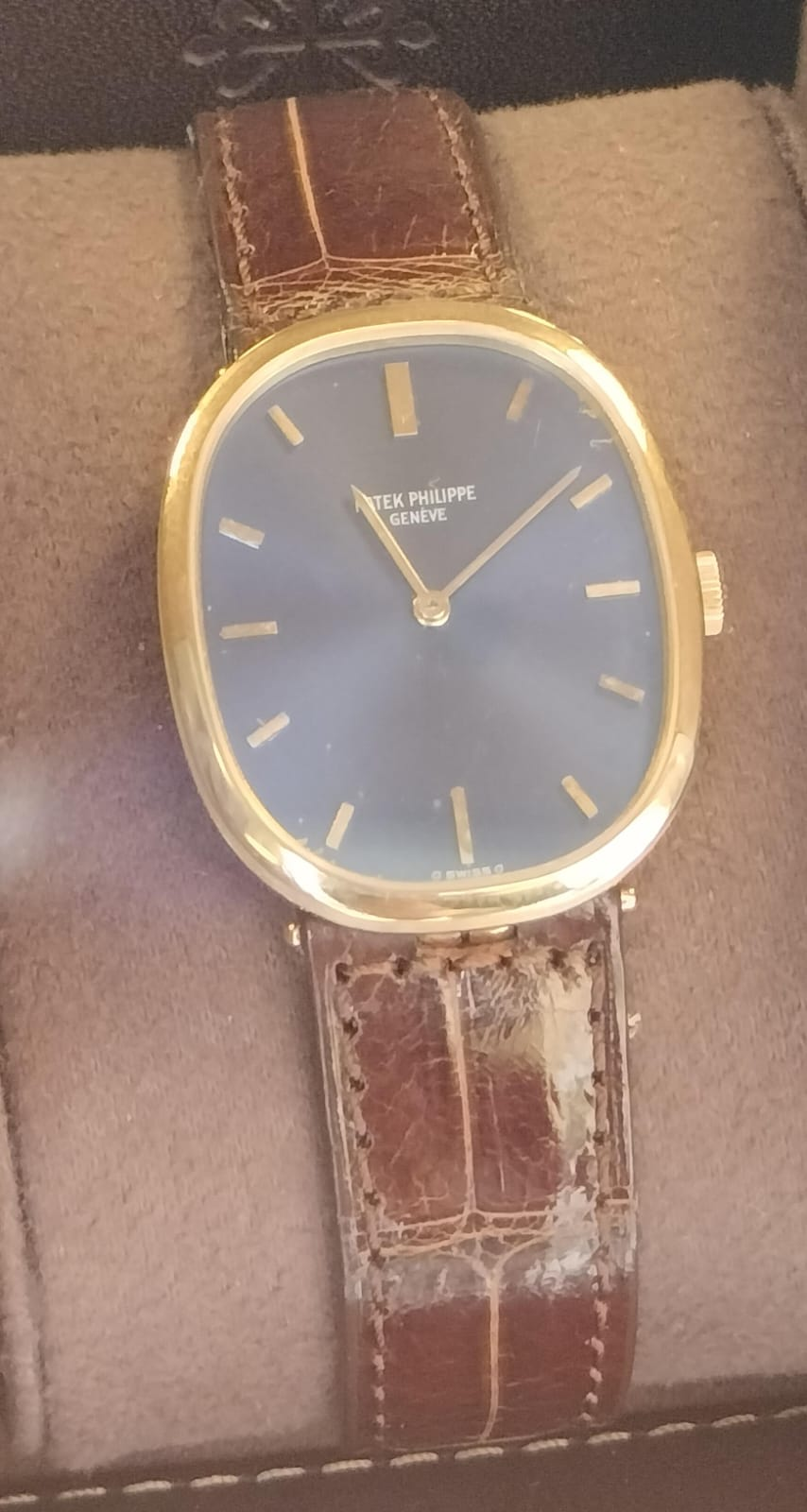
Patek Philippe Golden Ellipse

Nel 1968 Patek presenta il Golden Ellipse, un dress watch che rispetta le proporzioni auree, dalla cassa ovale e realizzato solo in materiale pregiato.
Nel 1969 cessa la produzione del cronografo ref. 1463, e la Maison decide di sospendere la realizzazione di orologi con la sola complicazione del cronografo.

### Anni Settanta: l'avvento del Nautilus

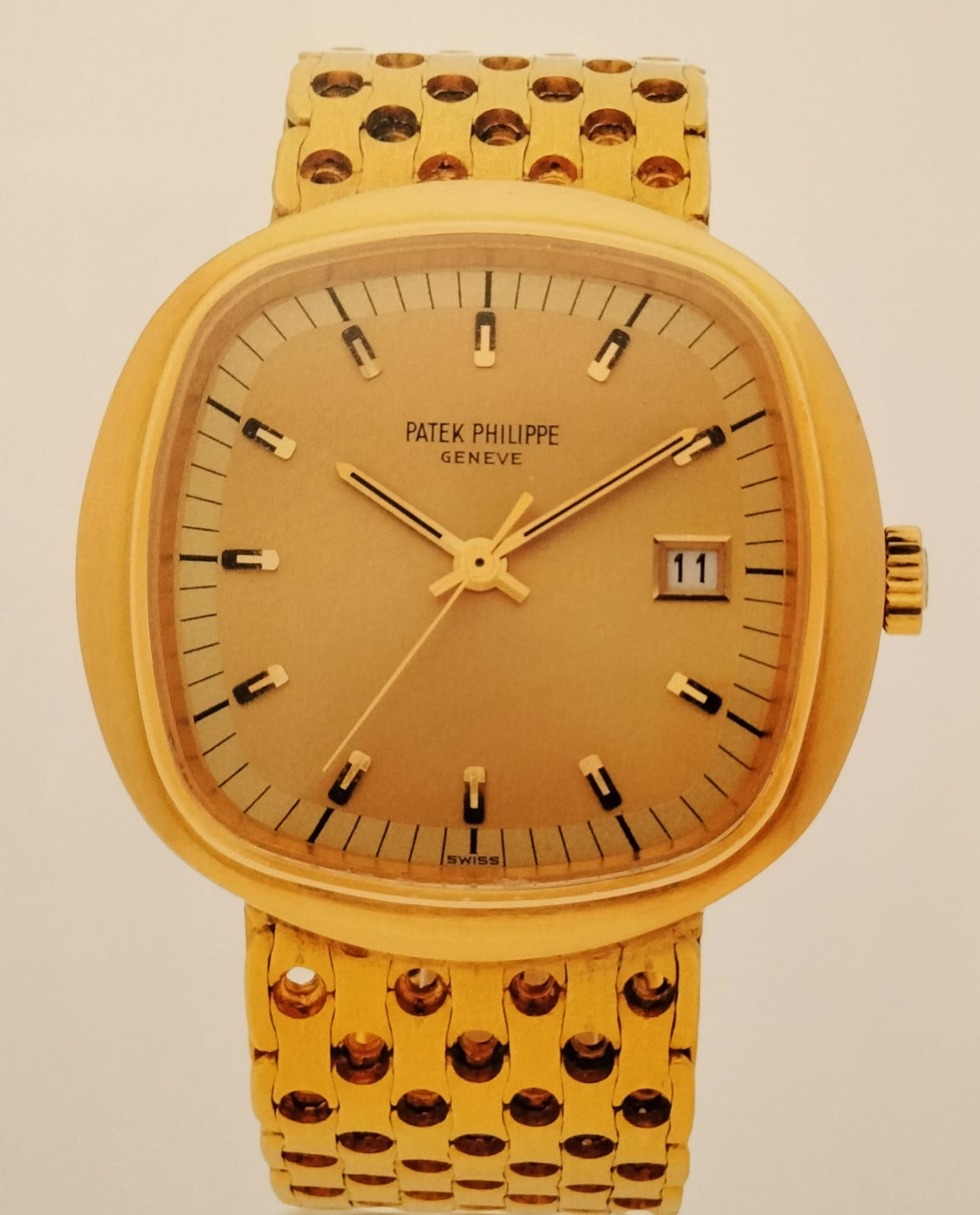
Patek Philippe ref. 3587 con movimento al quarzo Beta21, prima metà anni Settanta

Ad inizio anni Settanta Patek Philippe è una delle aziende che contribuiscono alla creazione del movimento al quarzo Beta21, che viene incassato da Patek nella ref. 3587 con cassa a televisore (forma dettata dall'ingombro del calibro), prodotta sino ai primi anni Ottanta. Da segnalare anche la ref. 3603, coeva alla 3587, anch'essa al quarzo, ma con cassa di forma rettangolare.
È del 1976 uno dei più grandi successi commerciali dell'azienda ginevrina: il Nautilus, un orologio da polso sportivo realizzato in acciaio dal noto designer Gérald Genta, che solo qualche anno prima aveva avuto modo di disegnare anche l'Audemars Piguet Royal Oak, che, insieme al Nautilus, diventerà il simbolo di una nuova categoria di orologi, sdoganando l'acciaio anche per aziende che fino a quel momento avevano sempre prediletto i metalli nobili. Il primo Nautilus realizzato è stato identificato con la ref. 3700 (ribattezzata "Jumbo" per via delle dimensioni maggiori, di ben 42mm, rispetto alla ref. 3800, di inizio decennio successivo), con movimento automatico ultrasottile 28-255 di derivazione Jaeger-LeCoultre (calibro 920) e privato della lancetta dei secondi. Nel corso degli anni questo modello è stato declinato in numerose varianti di materiale e complicazioni.

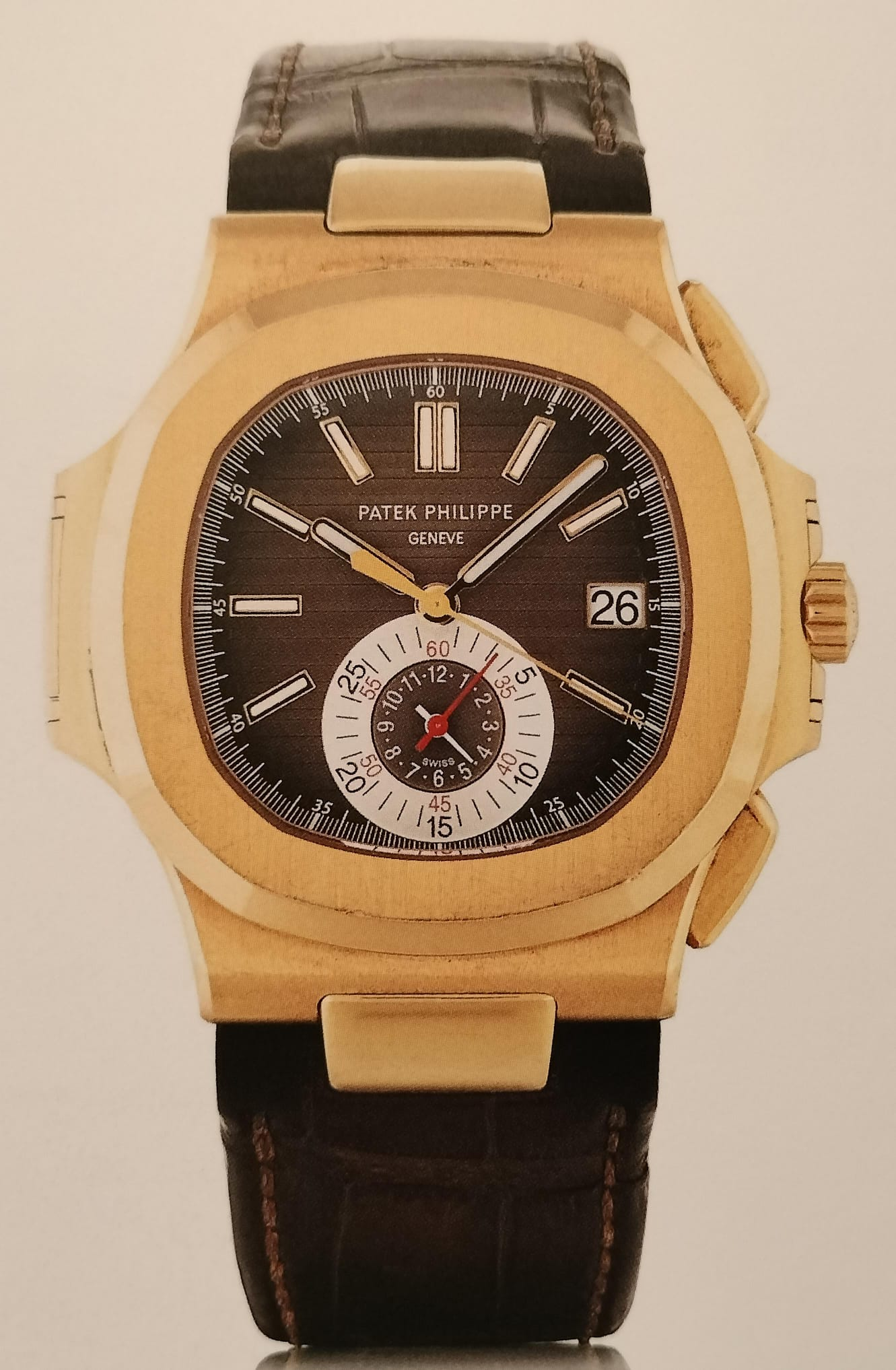
Patek Philippe Nautilus cronografo flyback ref. 5980 del 2015

Il nome Nautilus è stato scelto perché la forma della cassa ricordava gli oblò dell'omonimo sottomarino del Capitano Nemo del romanzo di Verne Ventimila leghe sotto i mari.

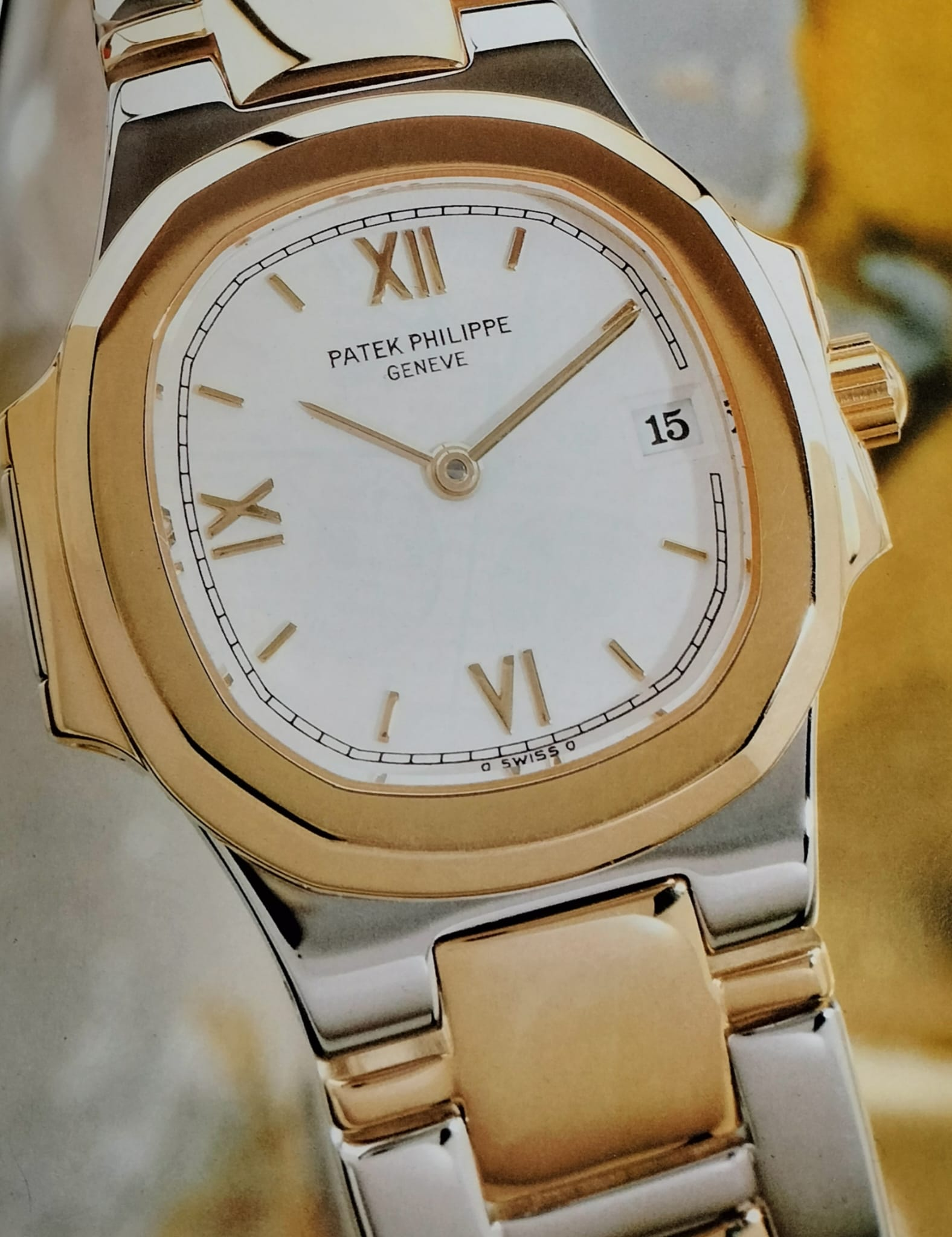
Patek Philippe Nautilus (ref. 4700/15), qui in versione femminile in oro e acciaio e con movimento al quarzo, risalente ai primi anni Novanta

Nel 1977 Philippe Stern, già all'interno della società da metà anni Sessanta, diventa presidente dell'azienda succedendo al padre Henri, il quale a sua volta aveva preso il posto del padre Charles.

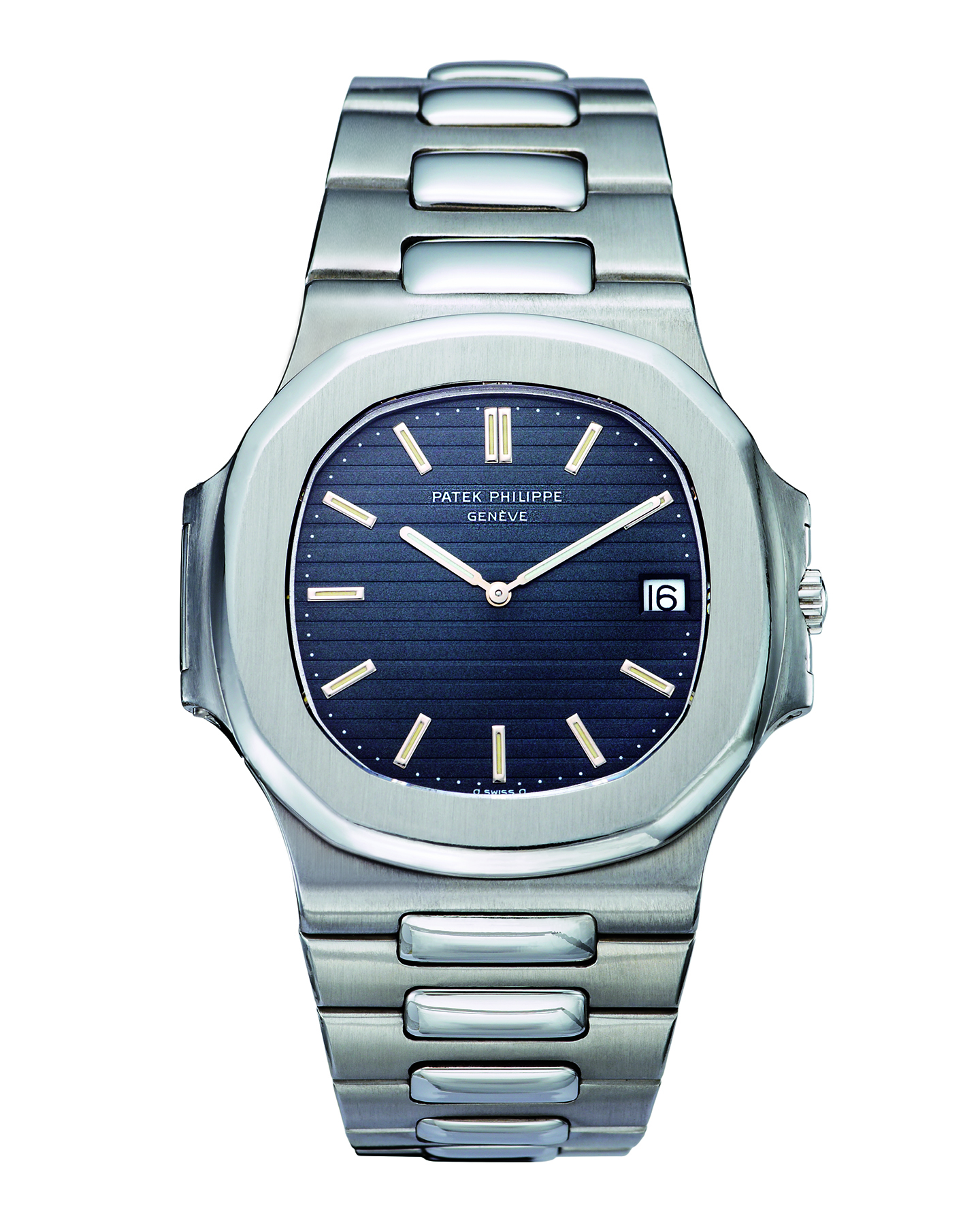
Patek Philippe Nautilus "Jumbo" ref. 3700, fine anni Settanta

Risale al 1978 la quarta ed ultima serie del crono calendario perpetuo ref. 2499, che integra il vetro zaffiro e un fondello aperto, la quale rimarrà in produzione fino al 1985.

### Anni Ottanta: le celebrazioni del 150º anniversario

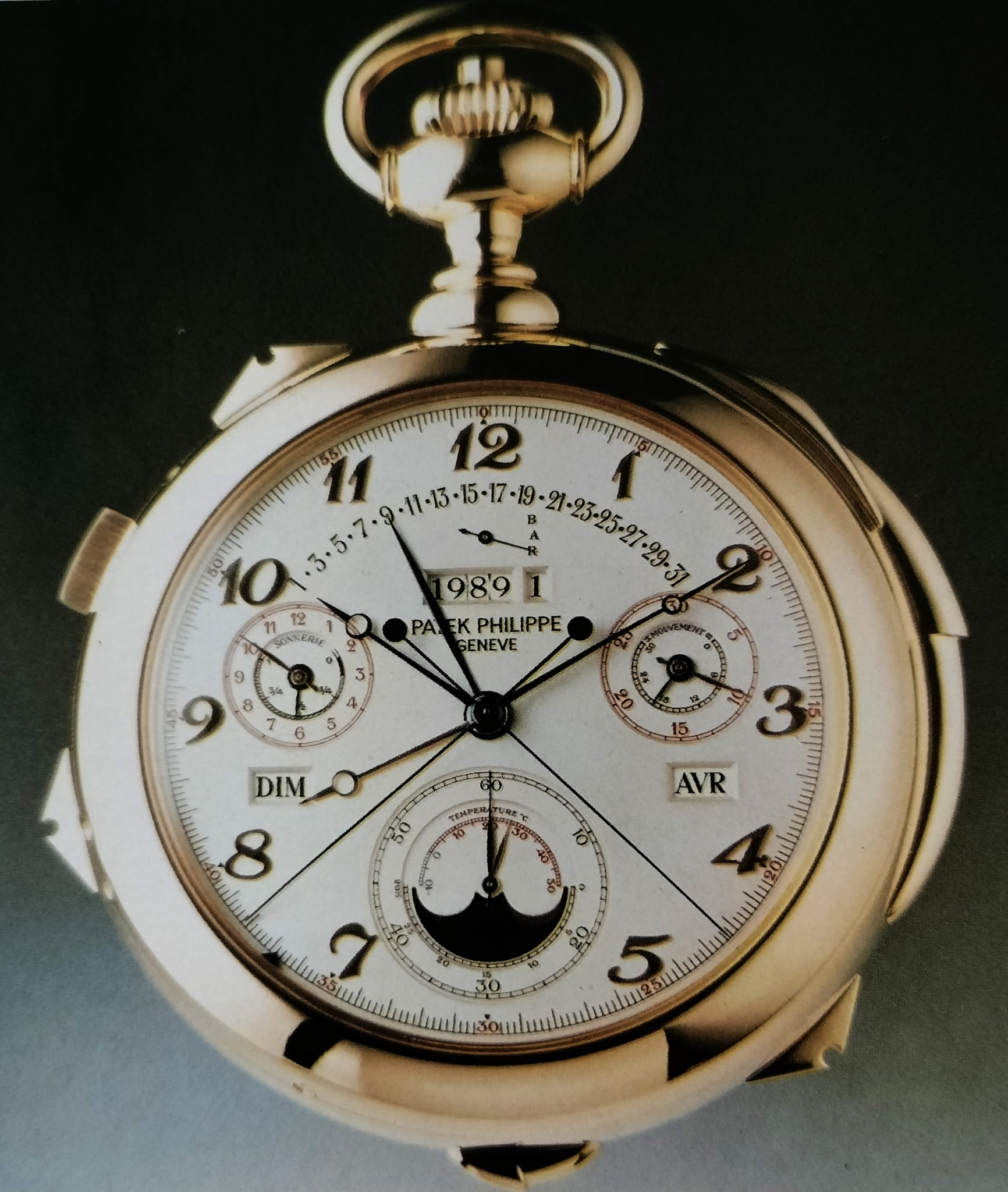
Una delle due facce del Patek Philippe cal. 89, all'epoca l'orologio più complicato del mondo

Nel 1981 il Nautilus viene proposto anche di dimensioni più contenute (ref. 3800, da 37.5 mm di diametro) e contestualmente il modello viene declinato anche in acciaio e oro e in versioni al quarzo di piccolo diametro per i polsi femminili.
Nel 1982 la ref. 3615 diviene uno degli orologi da polso più complicati mai realizzati dalla Maison: si tratta di un cronografo con calendario perpetuo e ripetizione minuti creato per volere del proprietario dell'azienda Philippe Stern sulla base di un vecchio movimento Victorin Piguet rimasto inutilizzato.

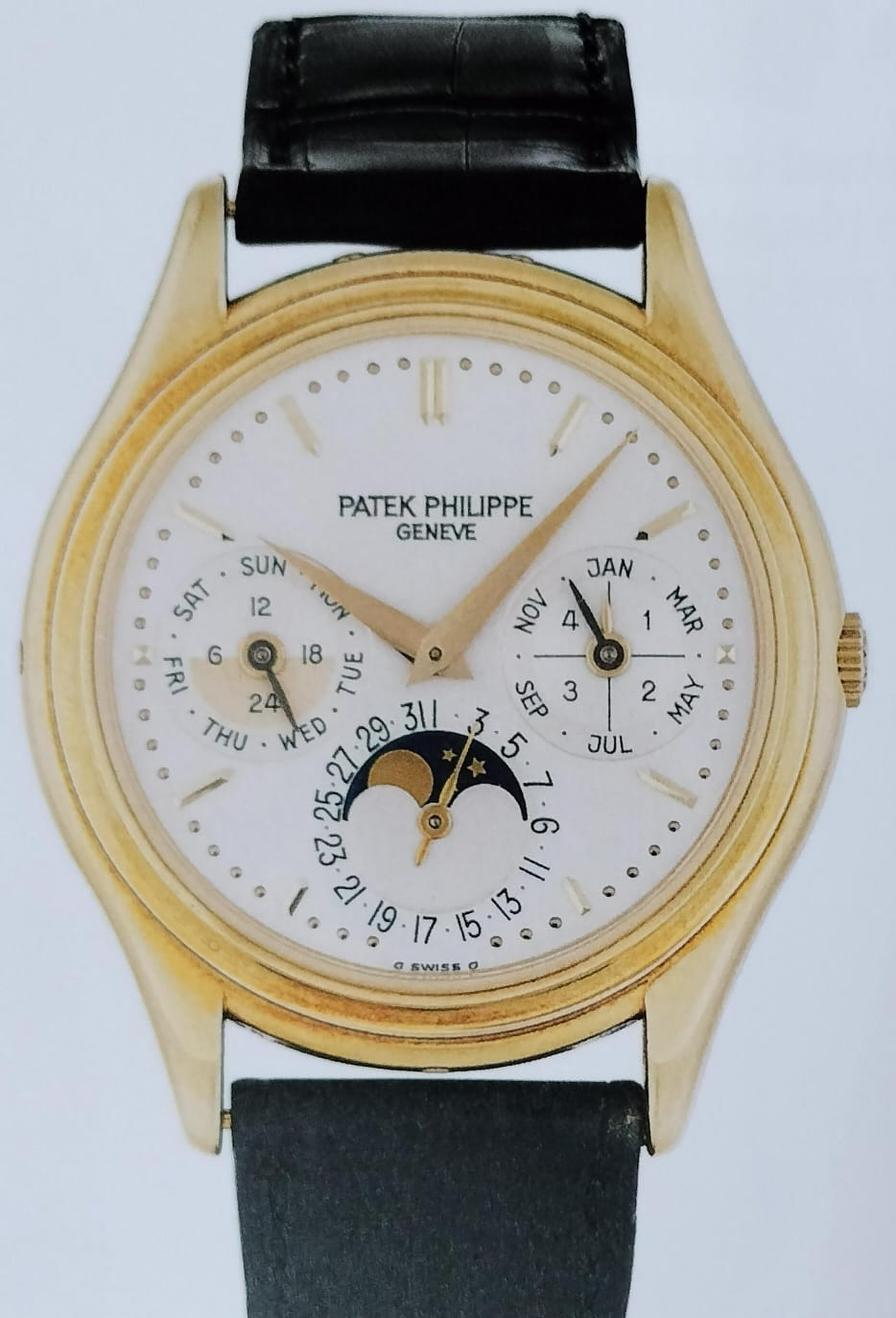
La 3940 è stata la prima referenza di Patek Philippe ad introdurre su un calendario perpetuo la visualizzazione con tre subdials. Incassa il movimento automatico con micro rotore 240Q.

Nel 1985 viene stravolta l'estetica degli orologi con calendario perpetuo: viene pensionata la storica ref. 3448 e sostituita con la ref. 3940, il cui layout del quadrante si fa più simile ai modelli cronografo calendario perpetuo, in quanto le due finestrelle sotto le ore dodici per giorno e mese vengono sostituite da due subdials a ore tre (mese) e nove (giorno), che integrano anche l'indicazione dell'anno e delle ventiquattr'ore. Ugualmente anche il movimento è stato sostituito, visto che la referenza aggiornata è dotata del 240Q con microrotore, il calibro con complicazione di calendario perpetuo più sottile di sempre al momento della sua presentazione. Il calibro si basa sul noto 240 (risalente al 1977, di derivazione Universal Genève e già visto su diversi Golden Ellipse e Calatrava), a cui Patek Philippe ha applicato un modulo per inserire la complicazione del calendario perpetuo (lo stesso 240 si presterà poi per altri utilizzi, come nel caso del Travel Time con l'aggiunta del modulo di complicazione delle ore del mondo, o del calendario periferico, o delle fasi luna e della riserva di carica eccetera, dimostrandosi assai versatile). L'estetica del vecchio calendario perpetuo verrà comunque ripresa negli anni a seguire con la ref. 5396 con calendario annuale (movimento 324 S QA LU 24H/303) e con la recente prestigiosa referenza 5236 che porta l'inedita complicazione del calendario perpetuo con indicazione lineare di giorno, data e mese. A fianco delle versioni Calatrava automatici si possono trovare anche modelli a carica manuale, alimentati dal movimento Patek Philippe 215, nato nel 1974 e adottato a lungo dall'azienda anche per orologi di forma e declinato anche in versioni con talune complicazioni, come le fasi luna e il secondo fuso orario. Il 215 è il vero sostituto del 12-120, seppur non abbia lo stesso livello di finiture del predecessore.

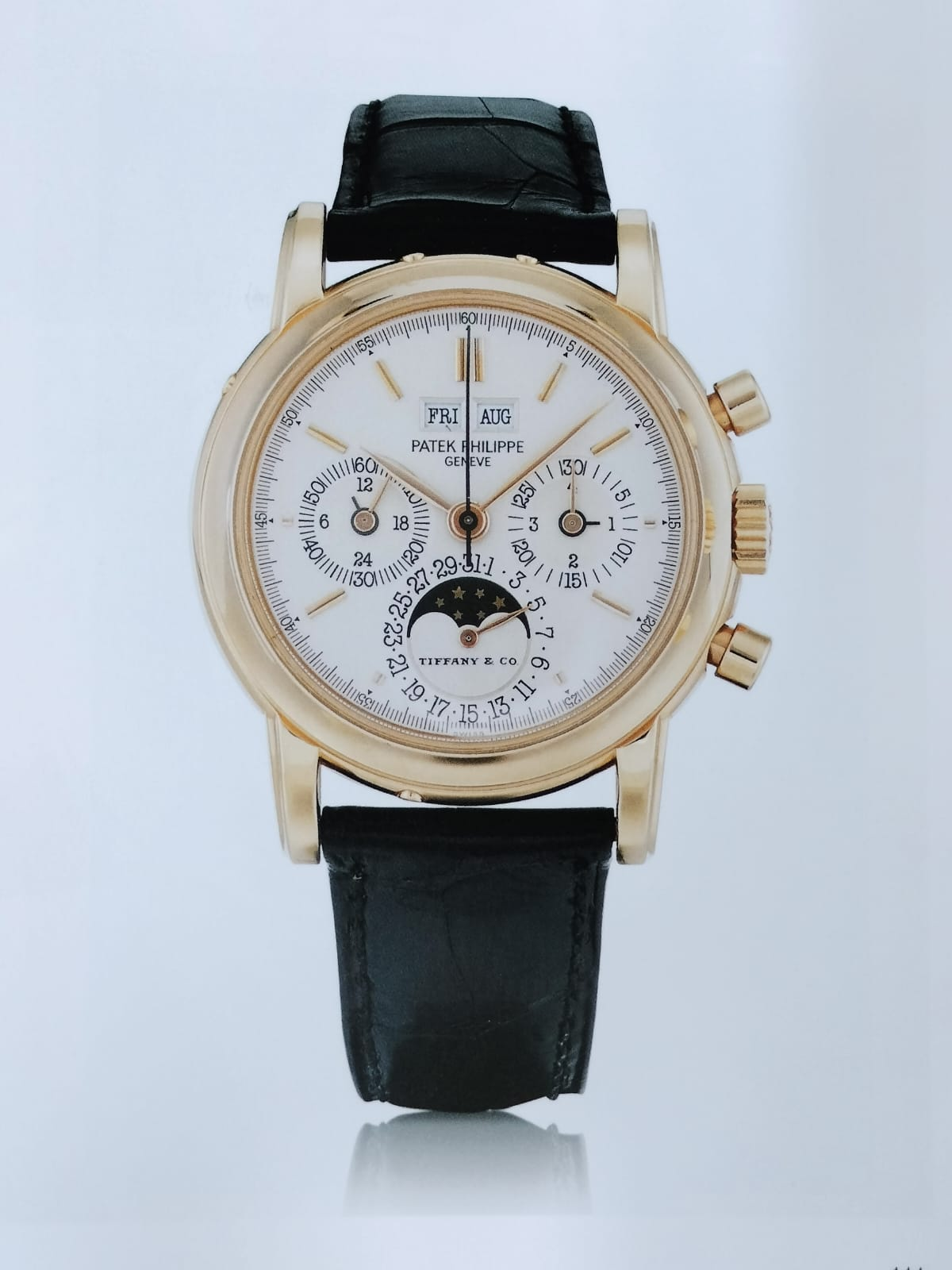
Patek Philippe crono calendario perpetuo ref. 3971, metà anni Ottanta

L'anno successivo viene rivisitato il cronografo calendario perpetuo: la ref. 2499, rimasta a catalogo per oltre trent'anni e quattro serie viene sostituita dalla ref. 3970, alimentata da un Lemania 2310 (ribattezzato da Patek CH 27-70Q: un calibro di fornitura, ma di altissimo livello, montato anche da altri marchi blasonati come Breguet, Vacheron Constantin, Roger Dubuis, Ulysse Nardin e Omega) con l'aggiunta del modulo perpetuo già visto sul 240. A fianco della 3970 (prodotta, con alcuni aggiornamenti, fino al 2004) è stata inoltre realizzata, a partire dal 1994 una variante di perpetuo con cronografo rattrapante (ref. 5004). La ref. 3970 viene parzialmente aggiornata nell'estetica e nelle dimensioni con la ref. 5970, la quale tuttavia mantiene il movimento CH 27-70Q, derivato dal Lemania 2310.

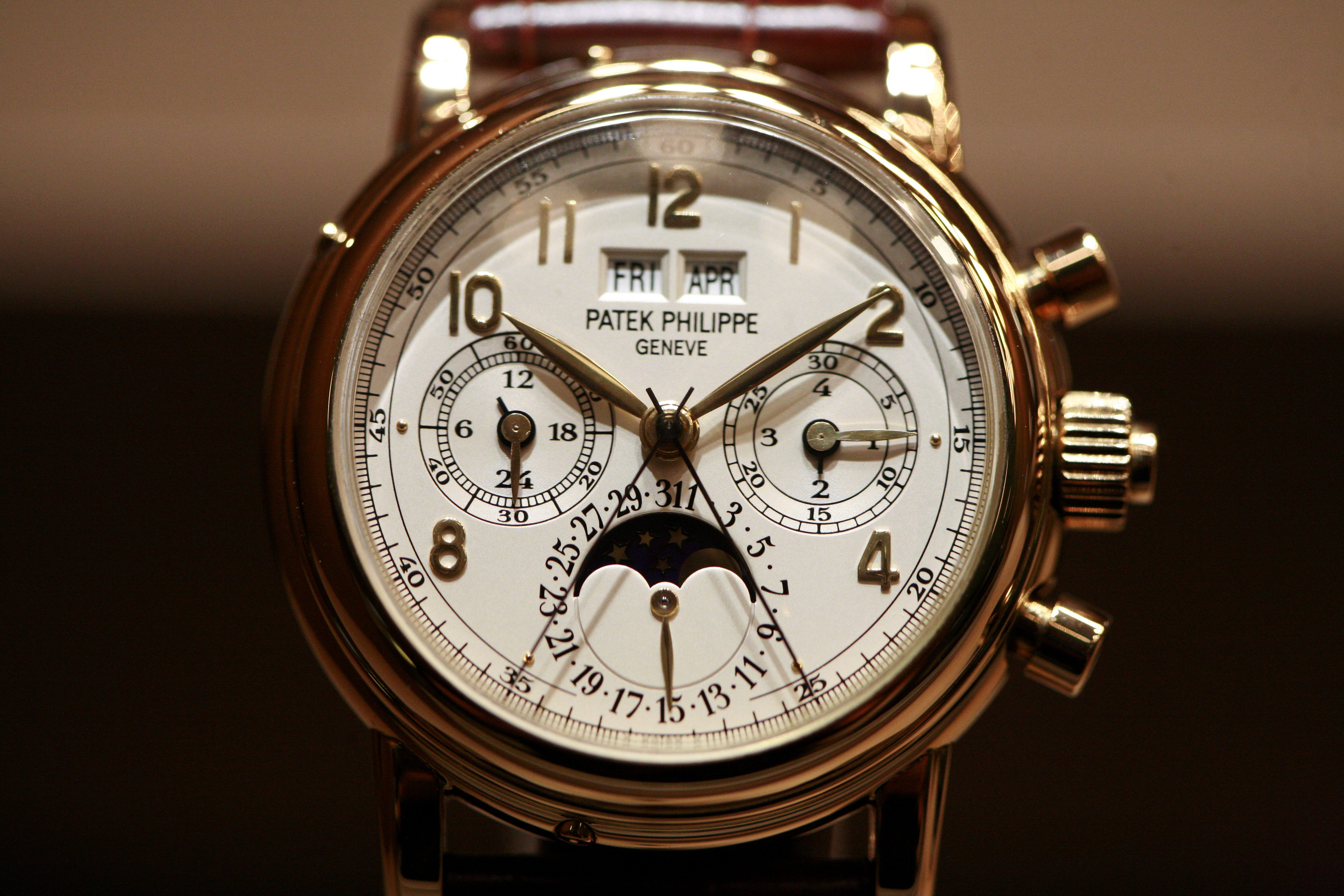
Patek Philippe cronografo rattrapante calendario perpetuo ref. 5004J, seconda metà anni Novanta

Verso la metà degli anni Ottanta si trovano alcuni modelli con cassa di forma rettangolare inseriti nella collezione Gondolo (come la ref. 3803).

Nel 1989 fu costruito il celebre Calibro 89 da tasca, l'orologio più complicato del mondo, caratterizzato dalla presenza di trentatré complicazioni (tra cui anche alcune inedite, come l'indicazione della data di Pasqua), ventiquattro lancette, 1728 componenti, e realizzato per celebrare il 150º anniversario della fondazione. Anche le dimensioni sono significative: oltre 90 mm di diametro e un peso di circa 1 kg e 200 grammi. Quest'ultimo capolavoro orologiero si distinse anche per la cifra a cui venne battuto in asta da Habsburg Feldman: 4 miliardi e mezzo di lire italiane sborsati da un collezionista d'arte di Zurigo. L'anniversario venne inoltre celebrato con la realizzazione di altri due modelli pregiati: una ripetizione minuti (ref. 3979) e un calendario perpetuo con ripetizione minuti (ref. 3974).

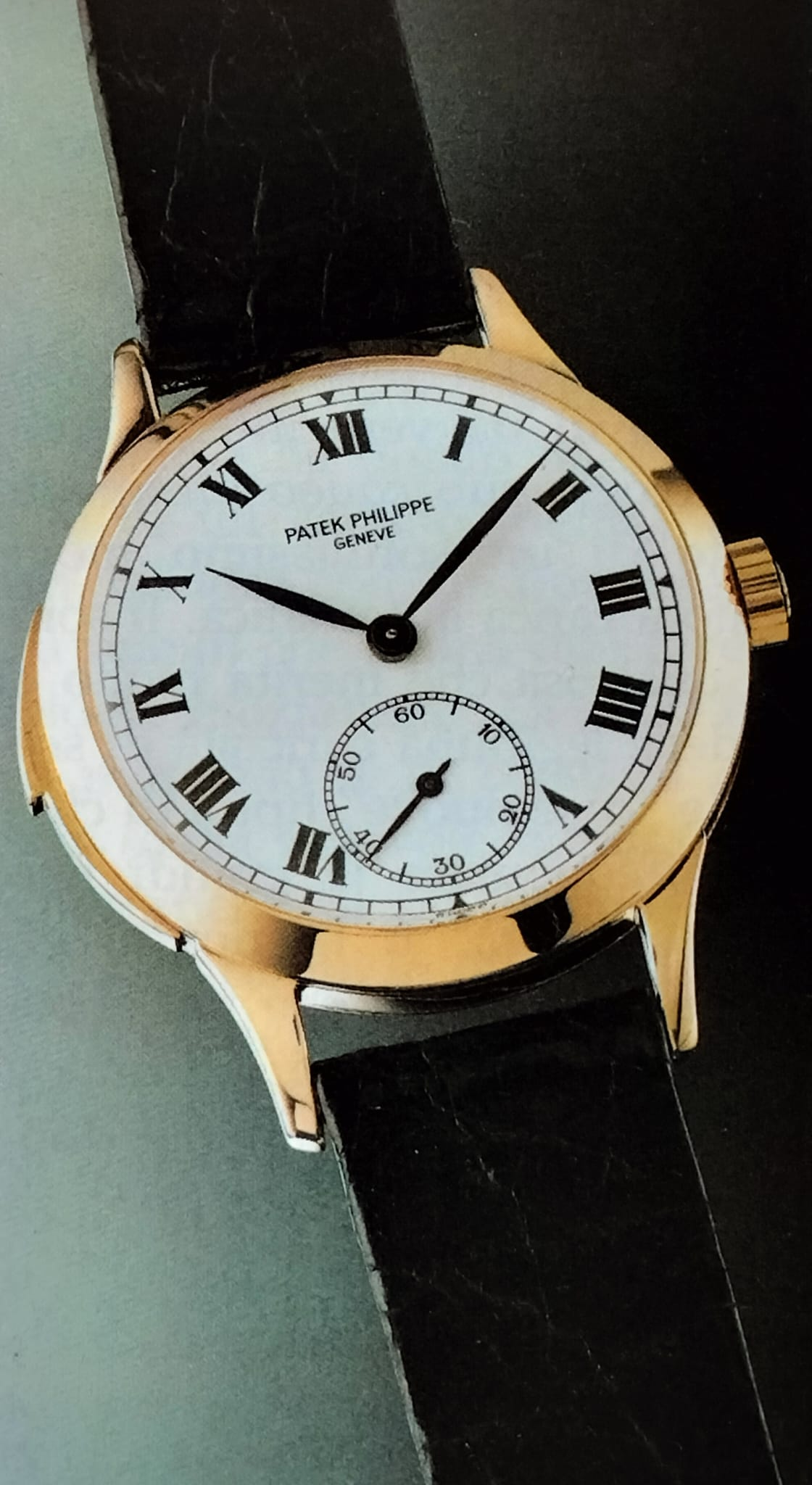
Patek Philippe ripetizione minuti in oro, ref. 3979, prodotto per celebrare i 150 anni della Maison.

### Anni '90 e Nuovo Millennio: l'innovazione continua
Gli inizi degli anni Novanta si aprono con la realizzazione di un pezzo unico su richiesta di un collezionista: si tratta di un modello assai particolare, dotato di cassa trapezoidale in oro bianco sormontata da un diamante da 13.43 carati utilizzato al posto del vetro per proteggere il quadrante. L'orologio, progettato come pezzo unico (ref. 3843/1) a partire dal 1991, è stato consegnato al collezionista committente tre anni più tardi, nel 1994. Risale al 1992 invece la ref. 5013, un calendario perpetuo con datario retrogrado e ripetizione minuti con cassa di forma tonneau. Questo stesso movimento è stato poi incassato anche nella ref. 5016 di forma tonda.
Nel 1993 rinasce la collezione Gondolo, ispirata ai modelli che, agli inizi del Novecento, venivano venduti in Sud America dal rivenditore brasiliano Gondolo & Labouriau. Lo stesso anno la funzione di calendario perpetuo con data retrograda viene rivista con la ref. 5050, dopo un lungo periodo in cui la reinterpretazione di questa complicazione era stata abbandonata. Ciononostante la ref. 3940 continua a rimanere in produzione.

Nel 1994 l'estetica tradizionale del cronografo calendario perpetuo viene rivisitata con la ref. 5020 (che va ad affiancare e non a sostituire la ref. 3970), contraddistinta da una cassa a televisore. La cassa a tv viene proposta anche in complicazione calendario perpetuo, nel caso della ref. 5041.

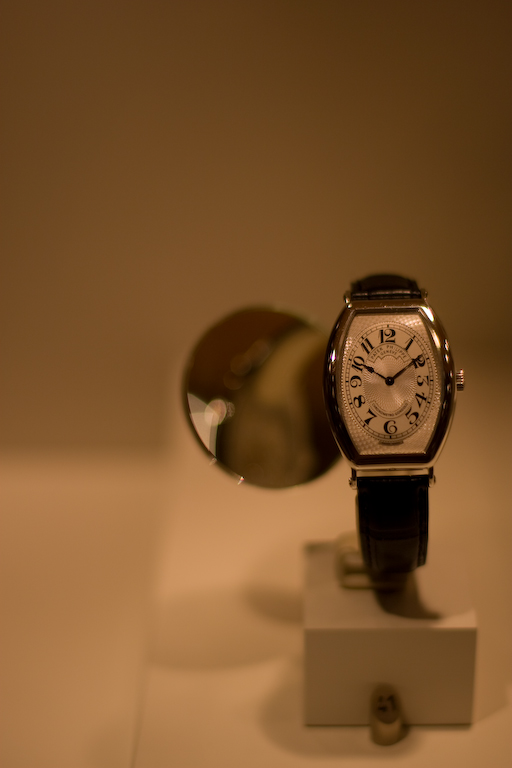
Patek Philippe Gondolo in platino, ref. 5098P. Movimento rettangolare Patek Philippe 25-21 REC a carica manuale. Risalente a metà anni Duemila.

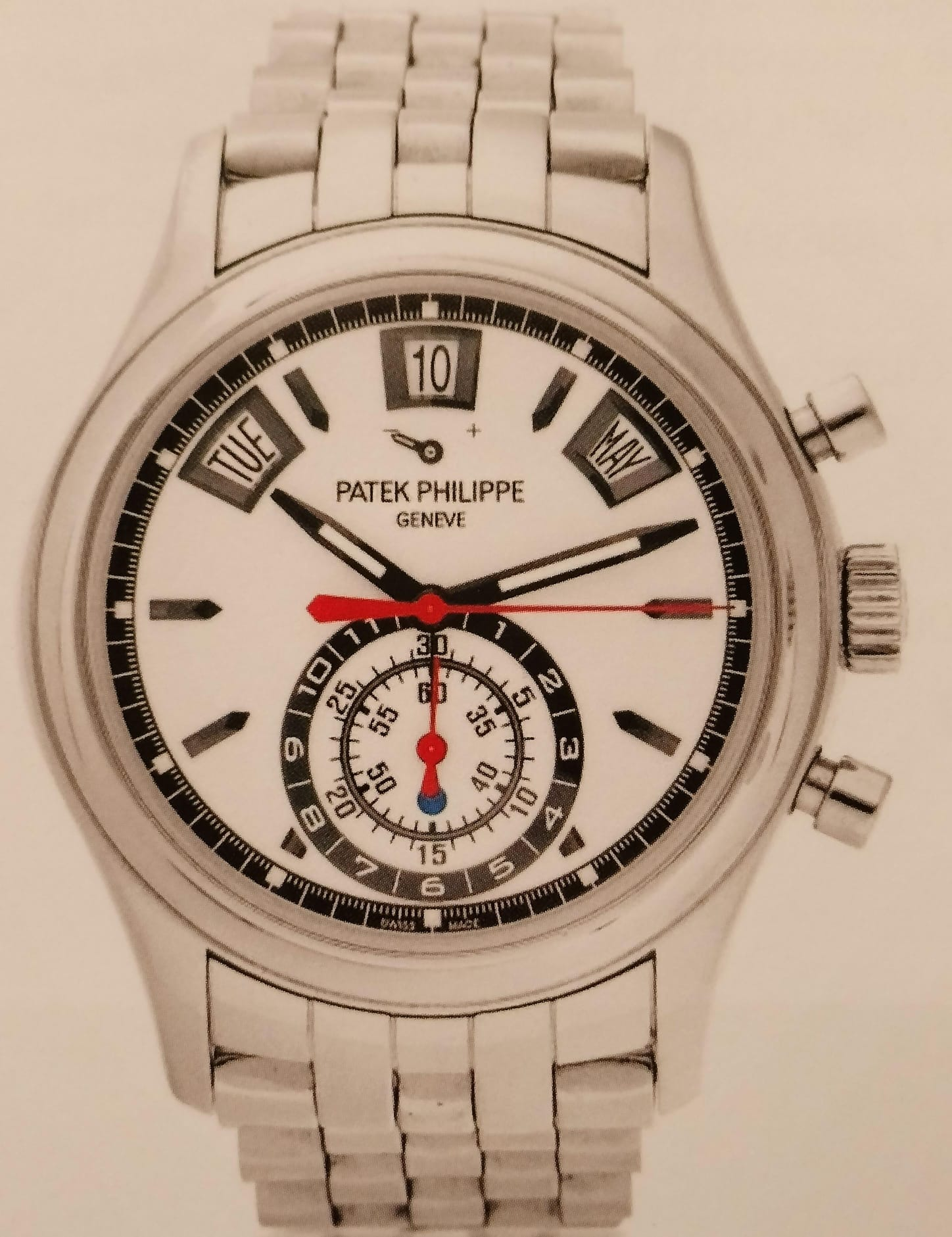
Patek Philippe cronografo calendario annuale ref. 5960, datato 2016, con movimento Patek Philippe CH 28-520 IRM QA 24H

Nel 1996 Patek propone il suo primo movimento di manifattura dotato di calendario annuale.
Nel 1997 venne inaugurata la manifattura di Plan-les-Ouates, e ciò porta la Maison a lanciare sul mercato la ref. 5029, un ripetizione minuti. Lo stesso anno è stato proposto un nuovo orologio sportivo, simile per forme al Nautilus, ma dall'appeal maggiormente sportivo, anche per via del suo cinturino in gomma: si tratta dell'Aquanaut, più di recente proposto anche in una variante con bracciale in acciaio. La collezione, che anche a seguito della progressiva uscita di scena del Nautilus ha preso sempre più piede, si è ingrandita anche con modelli complicati come cronografi e travel time e i modelli femminili con diamanti, chiamati Luce.

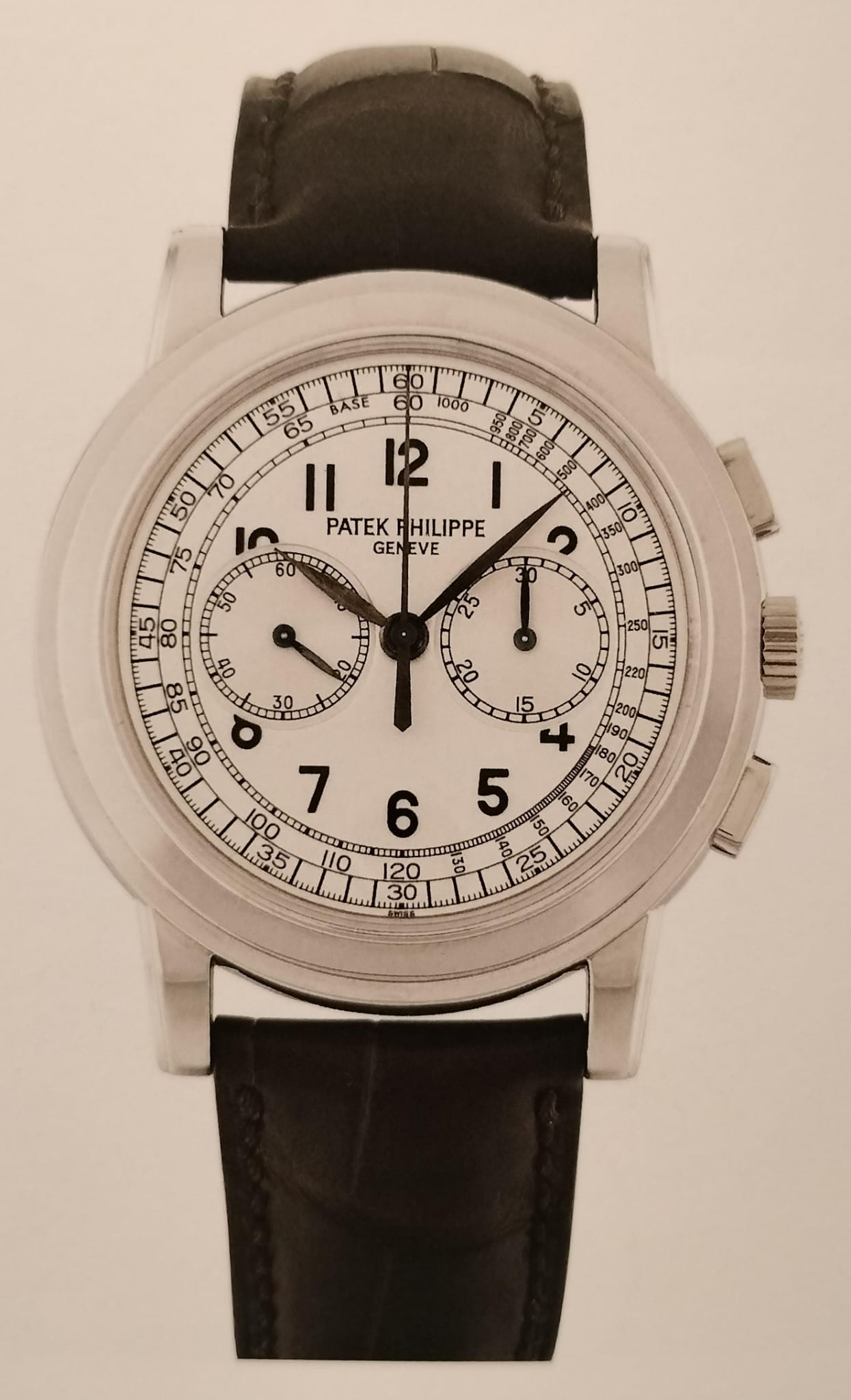
Patek Philippe ref. 5070 in oro bianco con calibro Lemania 2310 (ribattezzato Patek Philippe CH 27-70).

Nel 1998 viene introdotta la ref. 3710 del Nautilus, con l'indicazione della riserva di carica: disponibile solamente in acciaio e con quadrante nero con numeri romani. Sempre del 1998 è anche la ref. 5070, un cronografo bicompax che in casa Patek non veniva più realizzato dal 1969, cioè da quando l'azienda aveva deciso di discontinuare la ref. 1463. Nel caso della ref. 5070 il calibro adoperato è il Lemania 2310 (ribattezzato da Patek CH 27-70).
Risale al 1999 il lancio della linea Twenty-4, pensata esclusivamente per un pubblico femminile e dalle diverse forme, sia rotonde (con movimento automatico), sia rettangolare, con calibro al quarzo E15.
Sul finire degli anni Novanta l'estetica del Gondolo viene rivisitata in chiave più massiccia con la ref. 5014.

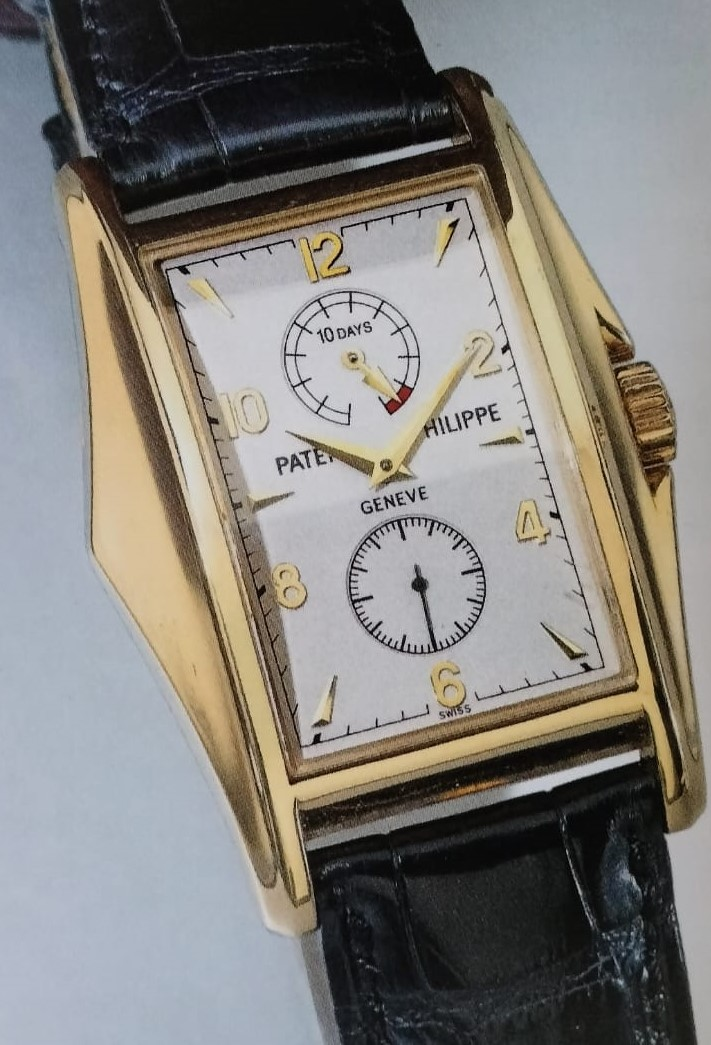
Patek Philippe ref. 5100 con riserva di carica di dieci giorni. Primi anni Duemila

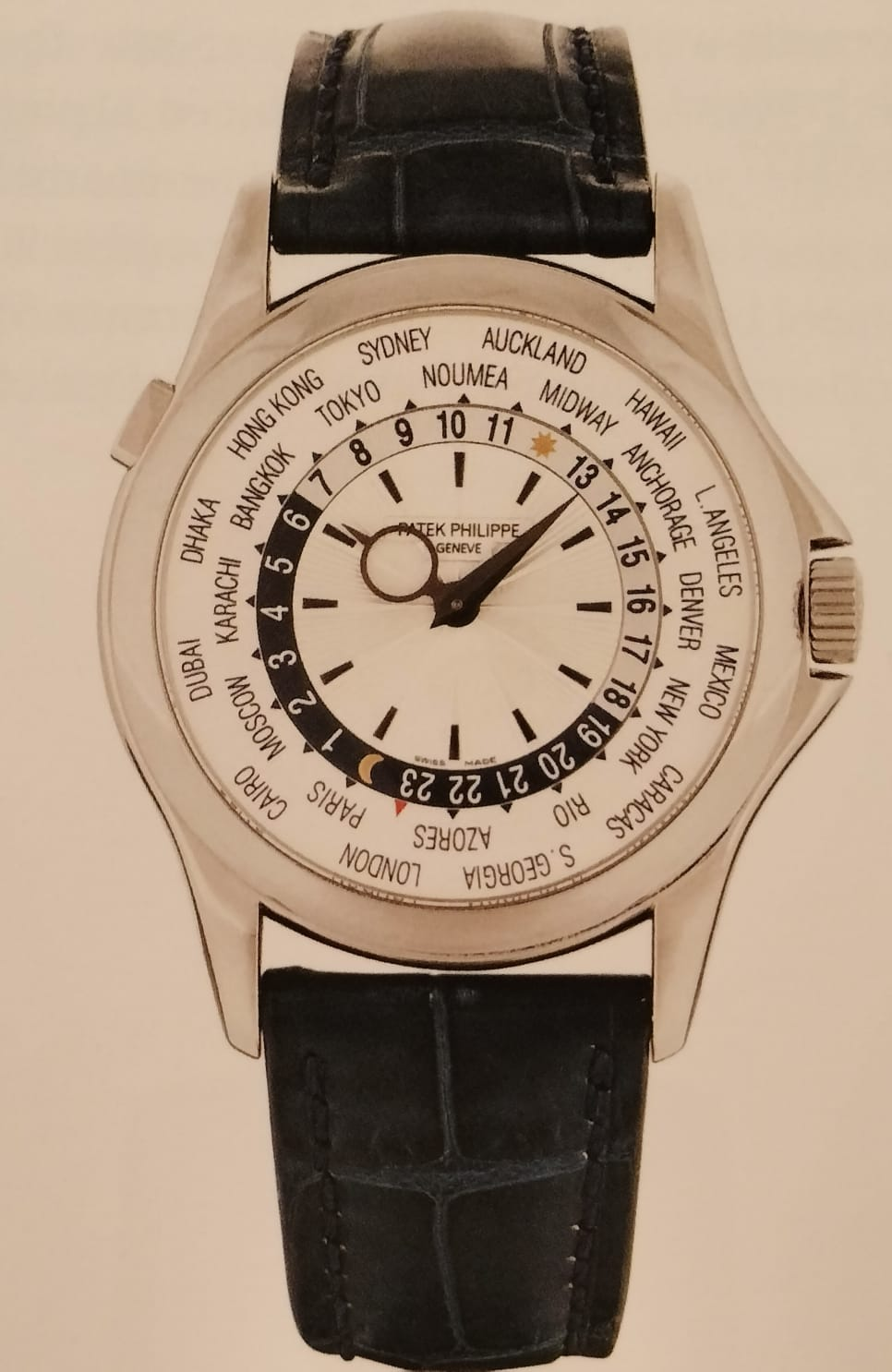
Patek Philippe Worldtimer ref. 5130 con movimento Patek Philippe 240 HU

Un altro celebre orologio da tasca, con ben ventuno complicazioni, è lo Star Caliber 2000, presentato per la celebrazione dell'inizio del III millennio nel 2000. La particolarità di questo orologio è la presenza del carillon Westminster su cinque timbri (non presente per ragioni di spazio sul Calibro 89), che riproduce la melodia del parlamento inglese. Anche grazie allo Star Caliber 2000 Patek Philippe torna prepotentemente nel settore degli orologi con suoneria e ripetizione minuti, dopo aver abbandonato questa complicazione per una ventina d'anni.
Sempre nel 2000 debutta la ref. 5100, un Gondolo con riserva di carica di dieci giorni ispirato al "manta ray" degli anni Cinquanta nella forma della cassa. Altra novità del 2000 è data dalla ref. 5110, la nuova generazione delle ore del mondo di Patek Philippe, sostituita sei anni dopo dalla 5130 (ref. 5131 nelle varianti con quadrante in smalto cloisonné).

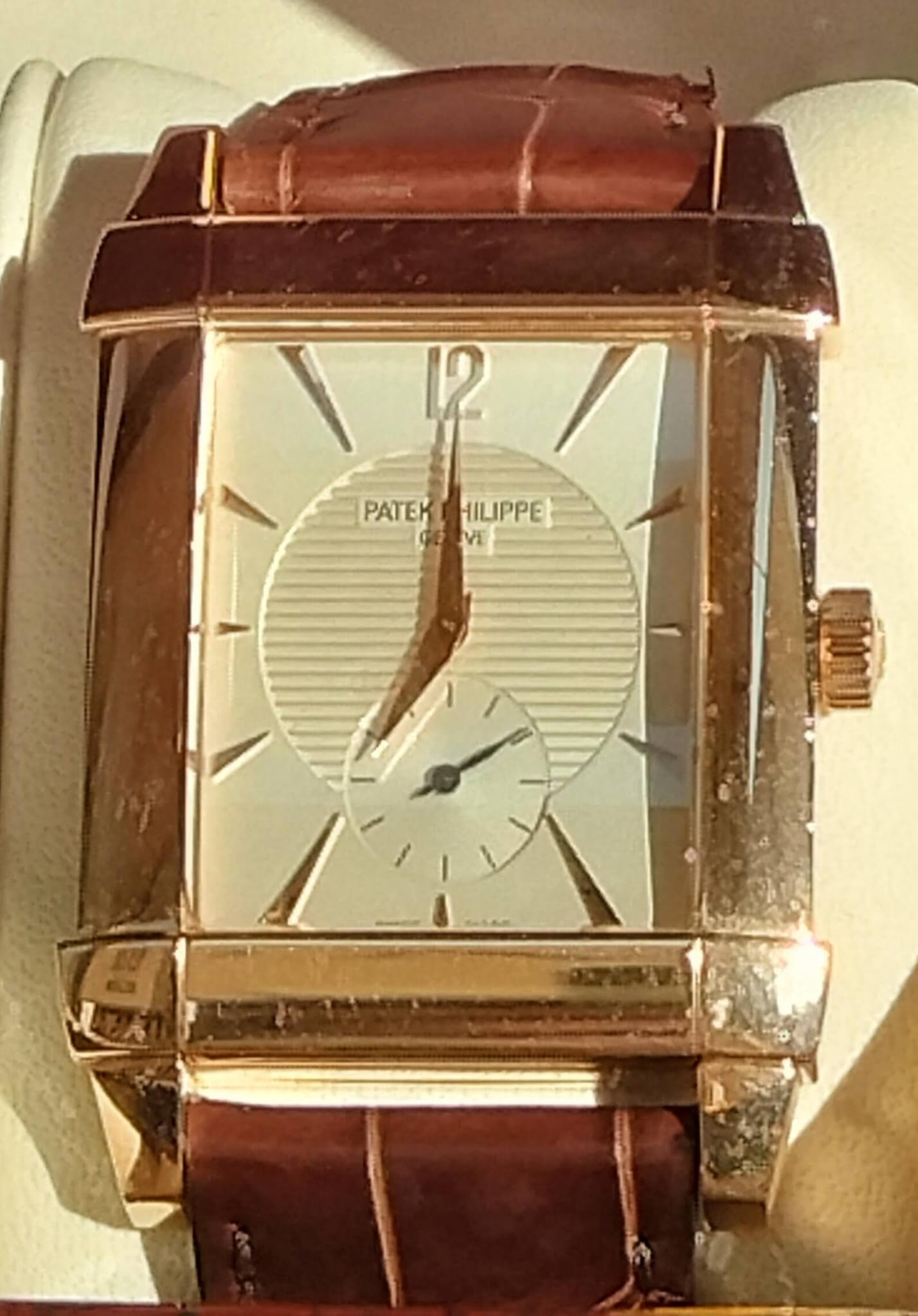
Patek Philippe Gondolo ref. 5111R con calibro rotondo a carica manuale Patek Philippe 215PS.

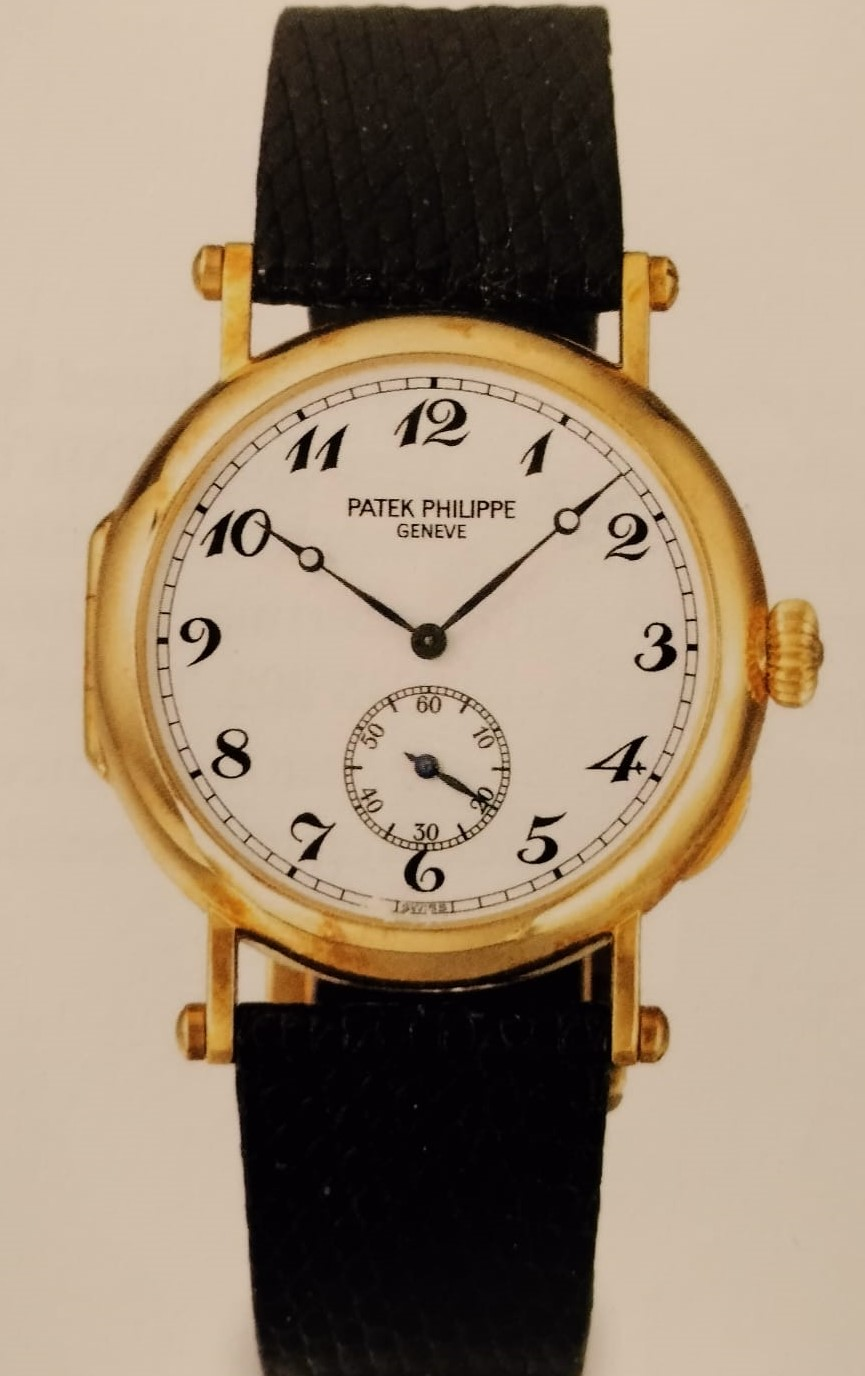
Patek Philippe Officier, ref. 3960, di fine anni Ottanta. La presenza del doppio fondello in oro è tradita dalle cerniere a sinistra.

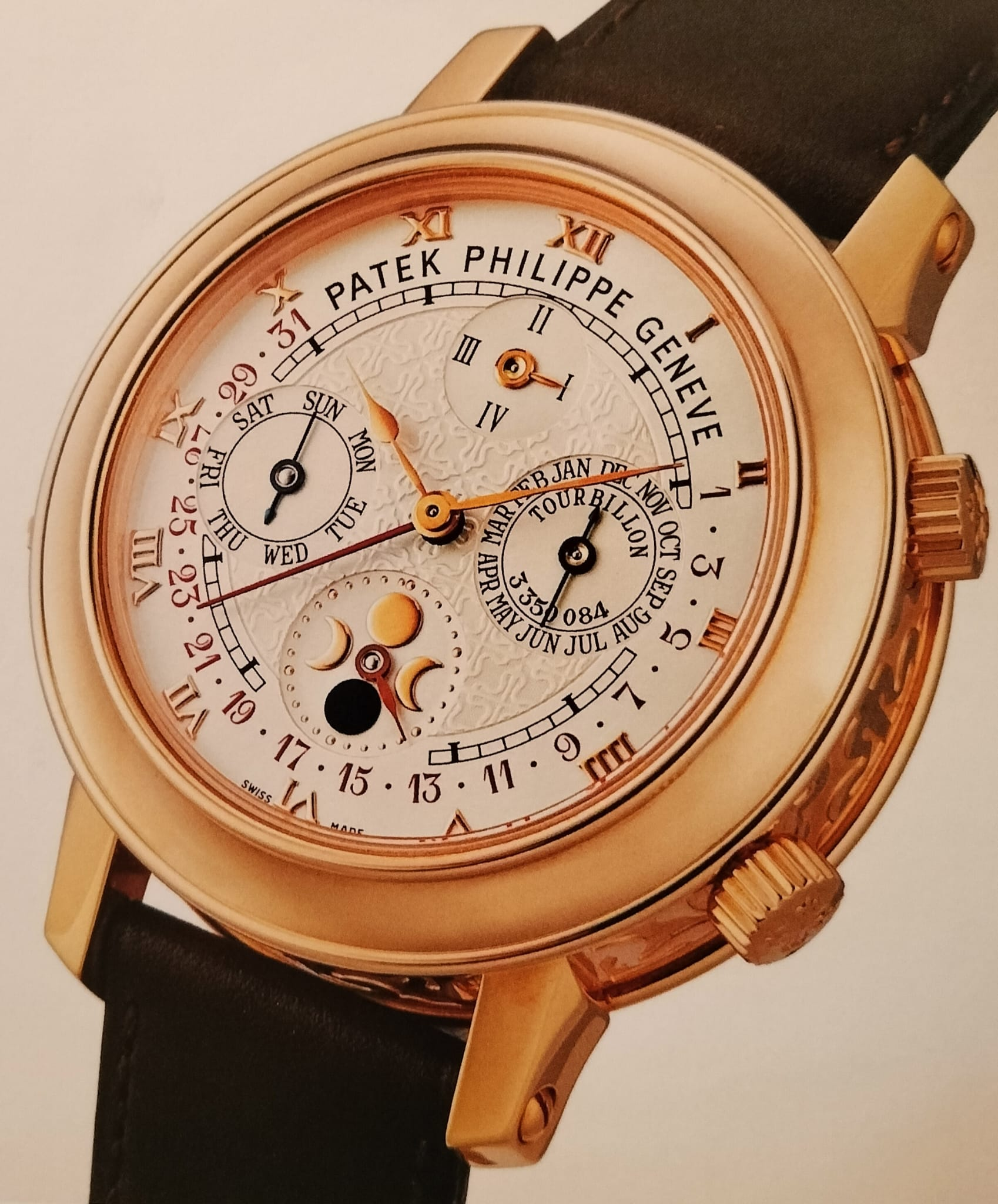
Patek Philippe Sky Moon Tourbillon ref. 5002 dotato di 12 complicazioni. Movimento R A 27 QR SID LU CL. Risalente ai primi anni 2000.

Nel 2001, in occasione del 150º anniversario di fondazione dell'azienda, venne realizzato l'orologio da polso più complicato per l'epoca, lo Sky Moon Tourbillon, contraddistinto dalla celebre cassa a due quadranti e celebre per essere diventato uno degli orologi da polso più costosi in asta.

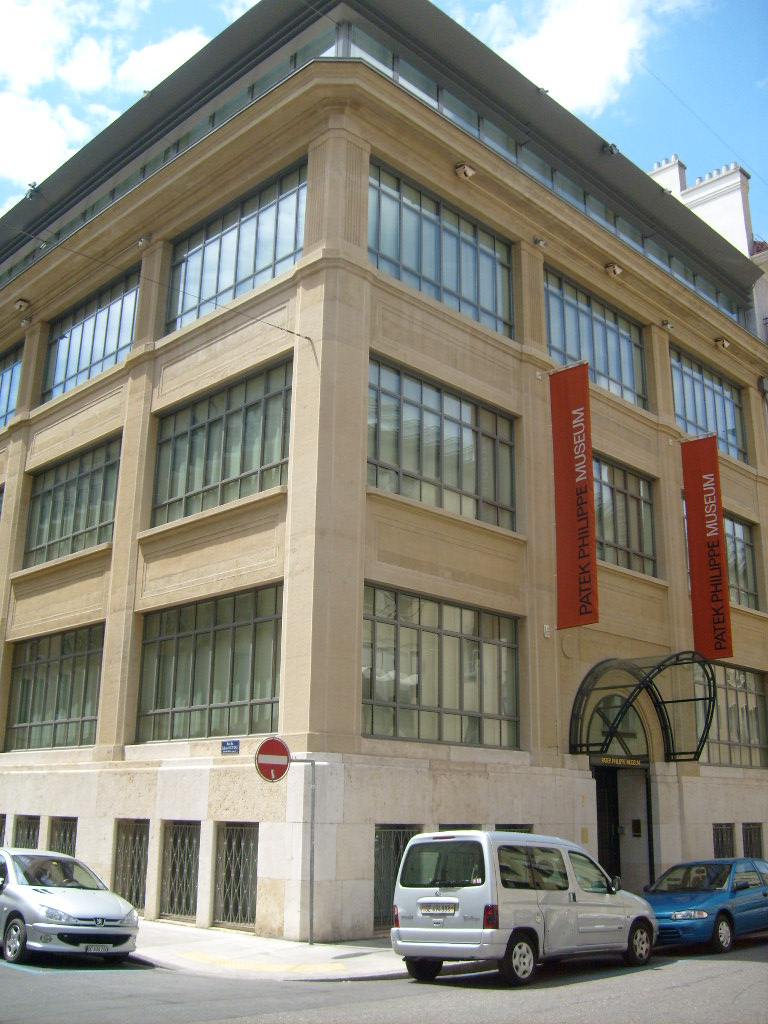
Museo Patek Philippe

Lo stesso anno i festeggiamenti proseguirono con la realizzazione di un modello speciale di Calatrava, ribattezzato "Officier"; realizzato in 2200 pezzi e dotato di cassa in oro e doppio fondello incernierato a sinistra, corona zigrinata "a cipolla", anse dritte, numeri e sfere Breuget, raccordandosi allo stile più antico degli orologi da tasca. Sempre nel 2001 a Ginevra è stato inaugurato il Patek Philippe Museum.

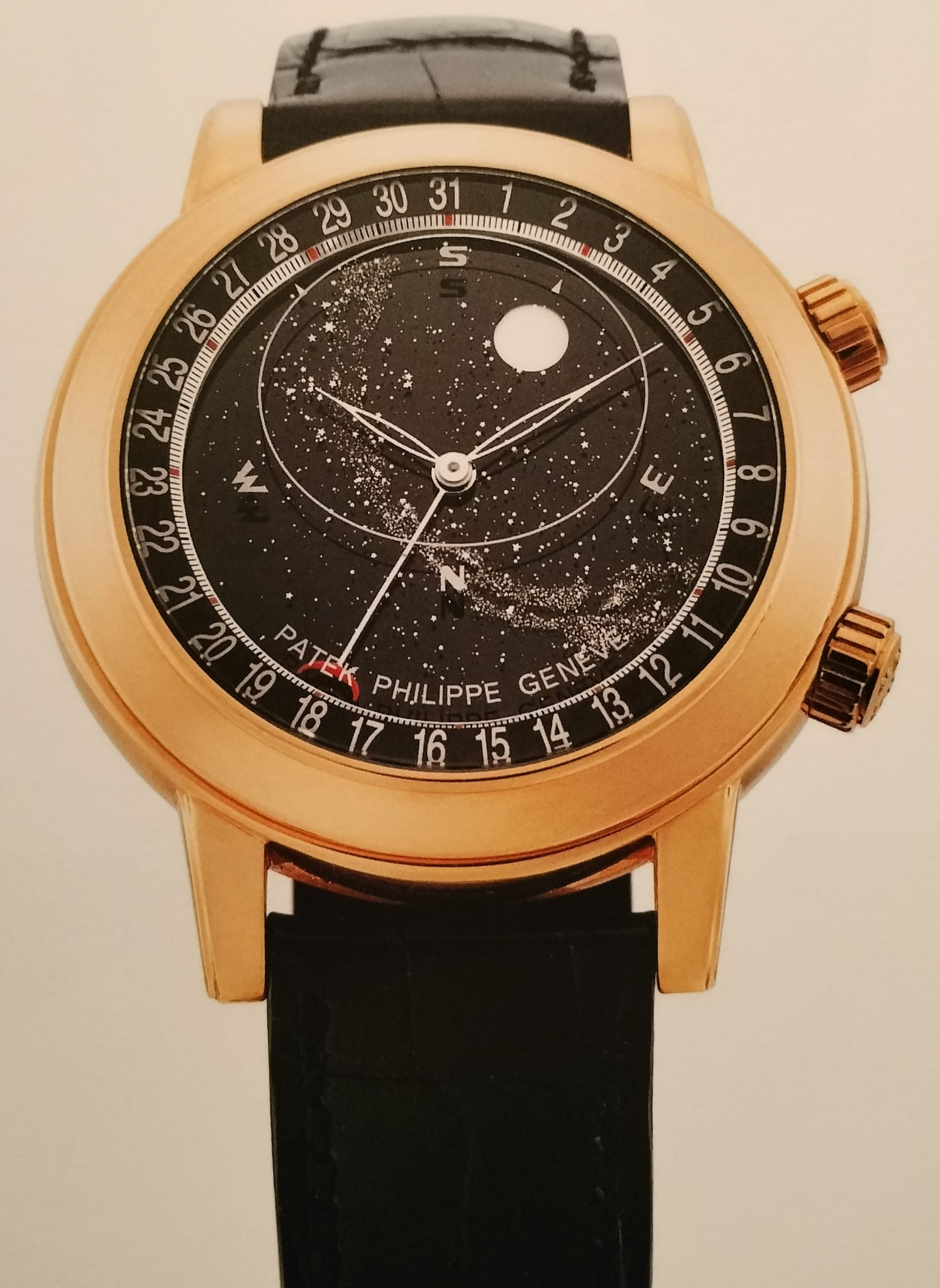
Patek Philippe Celestial ref. 6102 del 2015. Sul quadrante sono visualizzate la carta celeste e le fasi lunari. Il movimento montato è un Patek Philippe 240 LU CL C.

Risale al 2002 il Celestial (ref. 5102), che ritrae sul quadrante il cielo notturno dell'emisfero boreale e la carta celeste. Nel 2012 questo orologio è stato sostituito dalla ref. 6102. In entrambi i casi il calibro adottato è il noto 240 automatico con microrotore, a cui sono state aggiunte le complicazioni specifiche e che è stato ribattezzato 240 LU CL C.
Nel 2003 viene proposto il Flawless Officier: un Calatrava con cassa in titanio e con incastonato nel fondello un diamante taglio smeraldo da 9,44 carati.
L'abilità manifatturiera di Patek è chiara anche per quanto riguarda le funzioni cronografiche, come dimostrato nel Calatrava ref. 5959, introdotto nel 2005 in collezione e forte di un valido movimento cronografico rattrapante a carica manuale chiamato CHR 27-525 PS, che al momento della sua presentazione era il calibro rattrapante più sottile di ogni epoca (superato nel 2015 dal calibro crono rattrapante automatico Vacheron Constantin 3500). L'estetica di questa referenza paga il tributo ai grandi cronografi sdoppianti della Maison che hanno contribuito a rendere celebre la Maison dagli anni Trenta circa in poi. Lo stesso nuovo calibro è stato poi incassato anche in altri segnatempo, come nella ref. 5950 con cassa a cuscino e sulla più moderna ref. 5373 (per mancini, con movimento Patek Philippe CHR 27-525 PS Q), la quale integra anche la complicazione del calendario perpetuo.

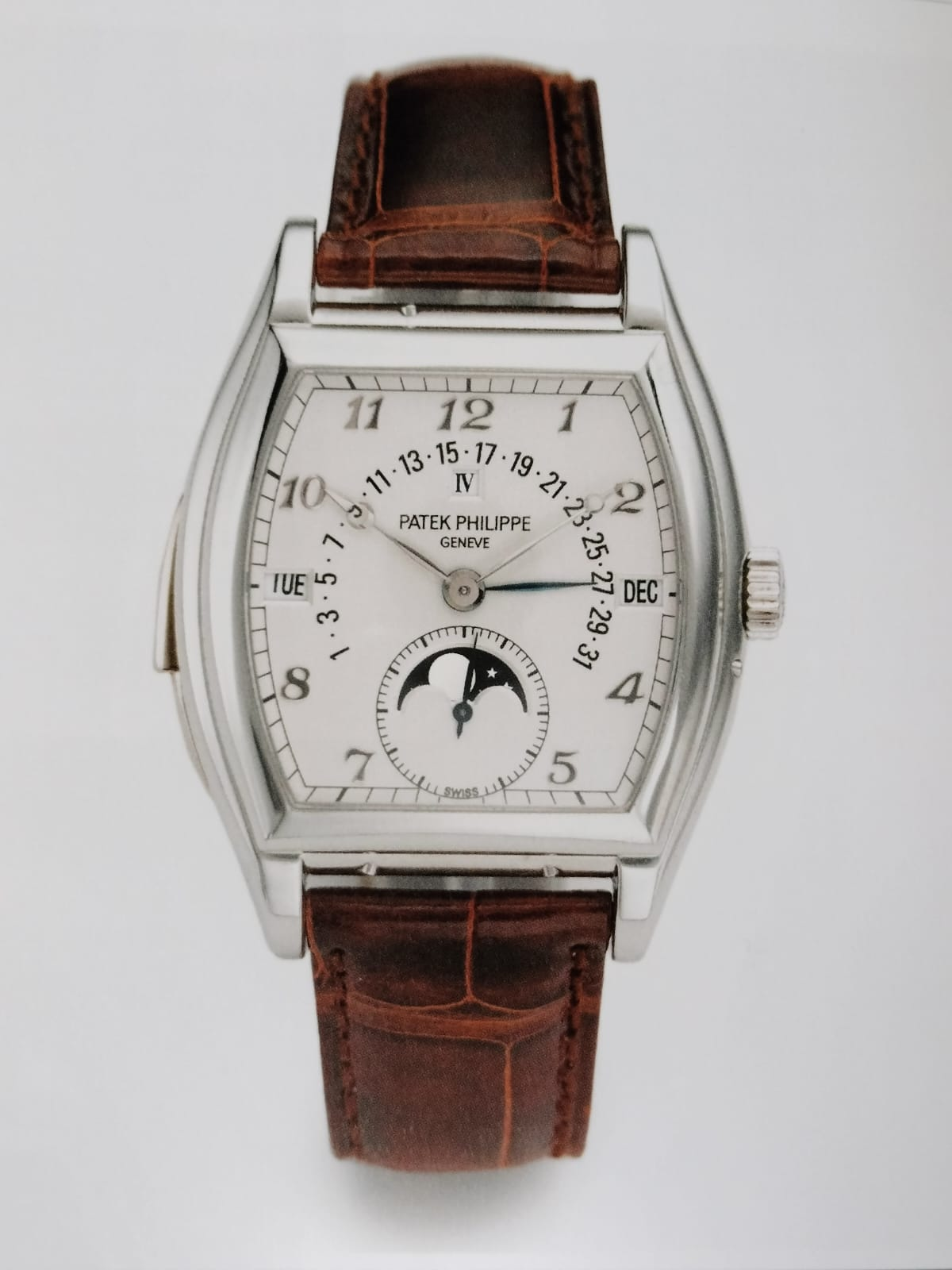
Patek Philippe ripetizione minuti con calendario perpetuo retrogrado ref. 5013, metà anni Duemila. Movimento R 27 PS QR.

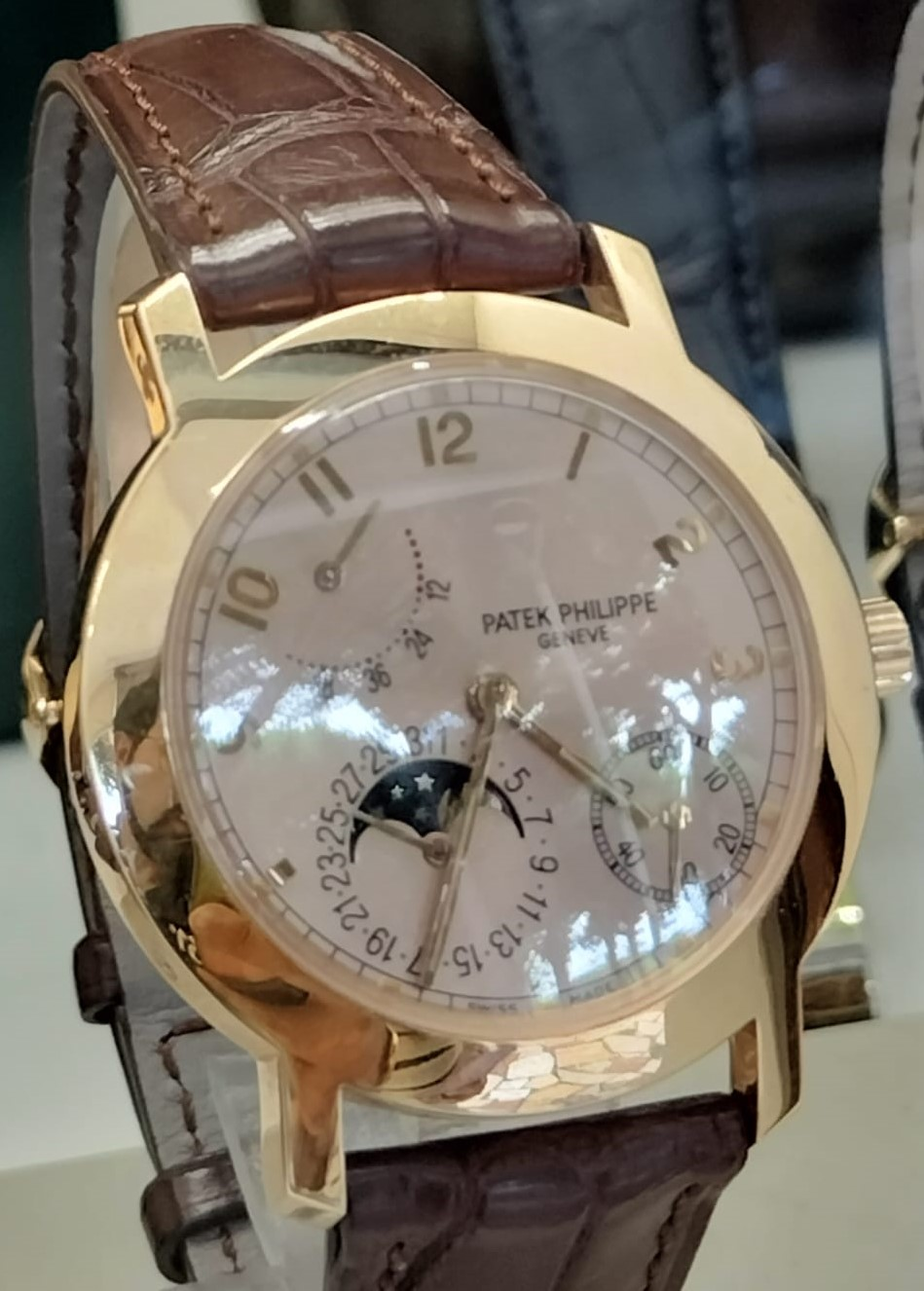
Patek Philippe Calatrava ref. 5055 con datario, fasi luna e riserva di carica. Il movimento è automatico e dotato di microrotore ed è il Calibro Patek Philippe 240 PS IRM C LU

Dal 2006, in onore dei 30 anni dal primo Nautilus, è stata presentata la nuova referenza 5711, discontinuata nel 2021 a seguito della variante con quadrante verde e della versione verde acqua riportante la scritta Tiffany sul quadrante (in edizione limitata a 170 pezzi), così come accadeva negli anni Cinquanta e Sessanta. Questa nuova generazione vede anche ulteriori complicazioni, così com'era stata per la precedente, come il modello con calendario e riserva di carica (ref. 5712), il cronografo (ref. 5980), il calendario completo (ref. 5726, dal 2010) e il cronografo dual time (ref. 5990, risalente al 2014), oltre a modelli da donna (reff. 7011, 7118 e similari).
Sempre nel 2006 viene presentata anche la nuova generazione del Calatrava calendario perpetuo, ref. 5140, mossa sempre dal calibro 240Q come la precedente. Il medesimo anno inoltre debutta la ref. 5960, un cronografo automatico dotato di calendario annuale, alimentato dal movimento di manifattura Patek Philippe CH 28-520. Il medesimo anno la collezione Calatrava si allarga anche con le reff. 5196 e 5296, i veri discendenti della primogenita ref. 96, e che si affermeranno come alcune delle referenze di maggior successo in casa Patek.
Nel 2007 è il turno dell'aggiornamento tecnico ed estetico della ref. 5050, calendario perpetuo con data retrograda, sostituita con la ref. 5159 (attualmente a catalogo c'è la ref. 5160).
Dal 2009 l'azienda non utilizza più il Punzone di Ginevra per certificare la qualità dei suoi orologi, ma adotta un apposito ed esclusivo sigillo, chiamato "sigillo Patek Philippe", con cui non si limita a certificare la qualità e l'affidabilità del movimento, bensì dell'intero orologio.
Risale al 2010 la ref. 5170, successore della 5070 e dotata del nuovo calibro cronografico di manifattura Patek Philippe CH 29-535 CV.
Nel 2011 viene presentata la nuova generazione del cronografo con calendario perpetuo (ref. 5270), che sostituisce la precedente ref. 5970. Rispetto a quest'ultima viene introdotto per la prima volta un movimento interamente prodotto da Patek Philippe, chiamato CH 29-535 PS Q. Cambiano due visualizzazioni, cioè l'indicazione dell'anno bisestile che non più all'interno del subdial a ore 3, bensì in un piccolo foro sul quadrante tra le ore 4 e 5, e allo stesso modo l'indicatore AM/PM è posto in un piccolo foro speculare collocato tra le 7 e le 8. Si tratta inoltre del crono calendario perpetuo più grande della Maison, visto che si tratta di un orologio da 41 millimetri di diametro. Lo stesso anno Patek Philippe ha presentato un orologio regolatore con calendario annuale (ref. 5235).
Nel 2012 la complicazione del calendario perpetuo viene ospitata anche in una cassa a cuscino (ref. 5940).
Nel 2014, per i 175 anni dell'azienda, è stato presentato un altro capolavoro: il Grandmaster Chime (ref. 5175), realizzato in 7 esemplari (e poi realizzato in variante non limitata con la ref. 6300) e dotato di calendario perpetuo, ripetizione minuti, suoneria, riserva di carica della suoneria, indicazione di un secondo fuso orario e altro, per un totale di venti complicazioni. In totale l'orologio racchiude in sé 20 complicazioni, affermandosi come il segnatempo da polso più complicato di Patek. I festeggiamenti sono proseguiti anche con la ref. 5975, un cronografo multiscala (dotato di scale telemetrica, pulsometrica e tachimetrica) realizzato in 400 pezzi in oro giallo o bianco. Sempre per l'anniversario viene presentata la ref. 5575, un'edizione limitata con cassa in oro bianco della complicazione delle ore del mondo Cottier.
Nel 2015 la Maison ha realizzato tre orologi da tavolo in smalto cloisonné per celebrare i cinquant'anni dall'indipendenza di Singapore.

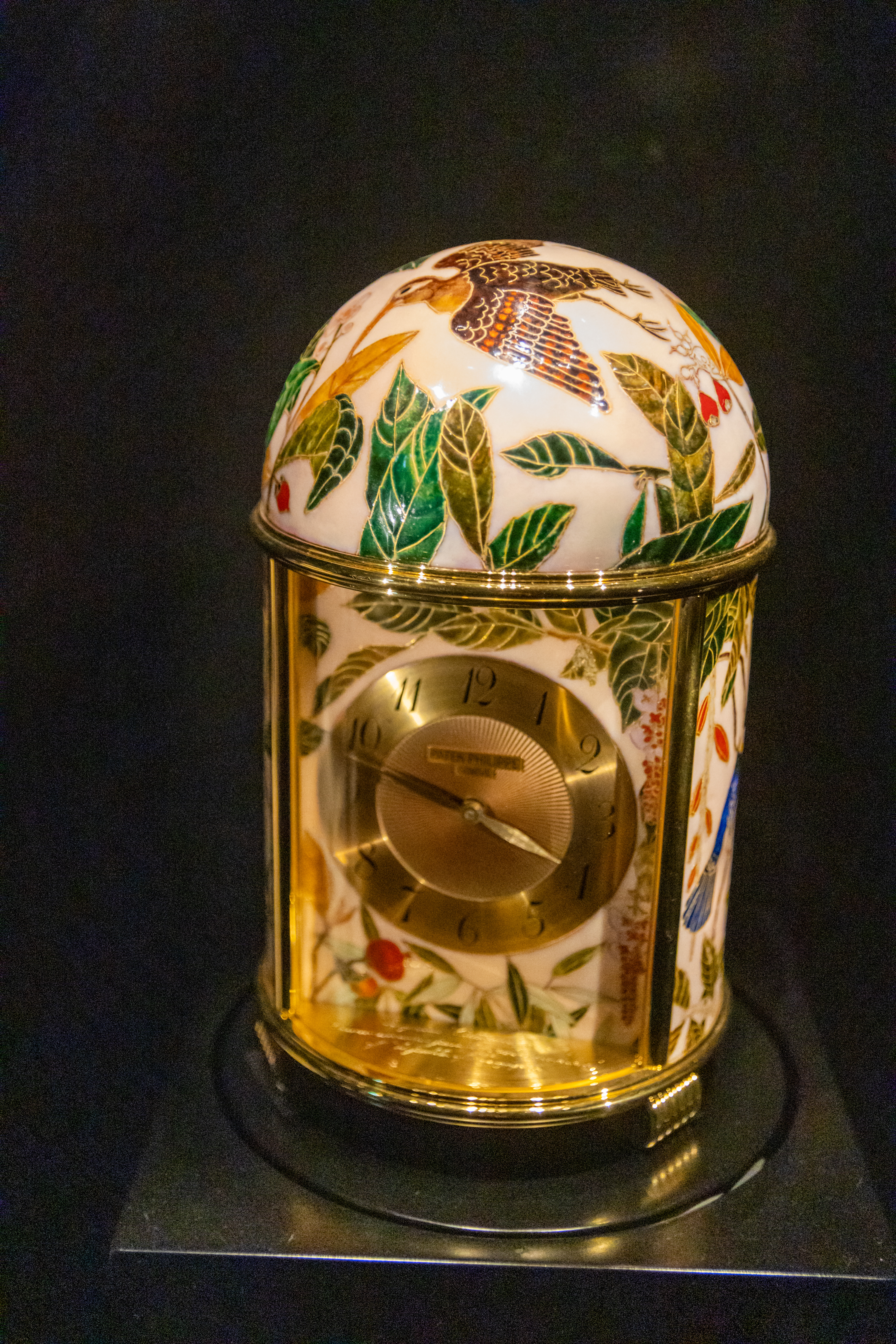
Patek Philippe da tavolo risalente al 2015, realizzato per celebrare i 50 anni dell'indipendenza di Singapore. Ref. 1675M "Farquhar Collection".

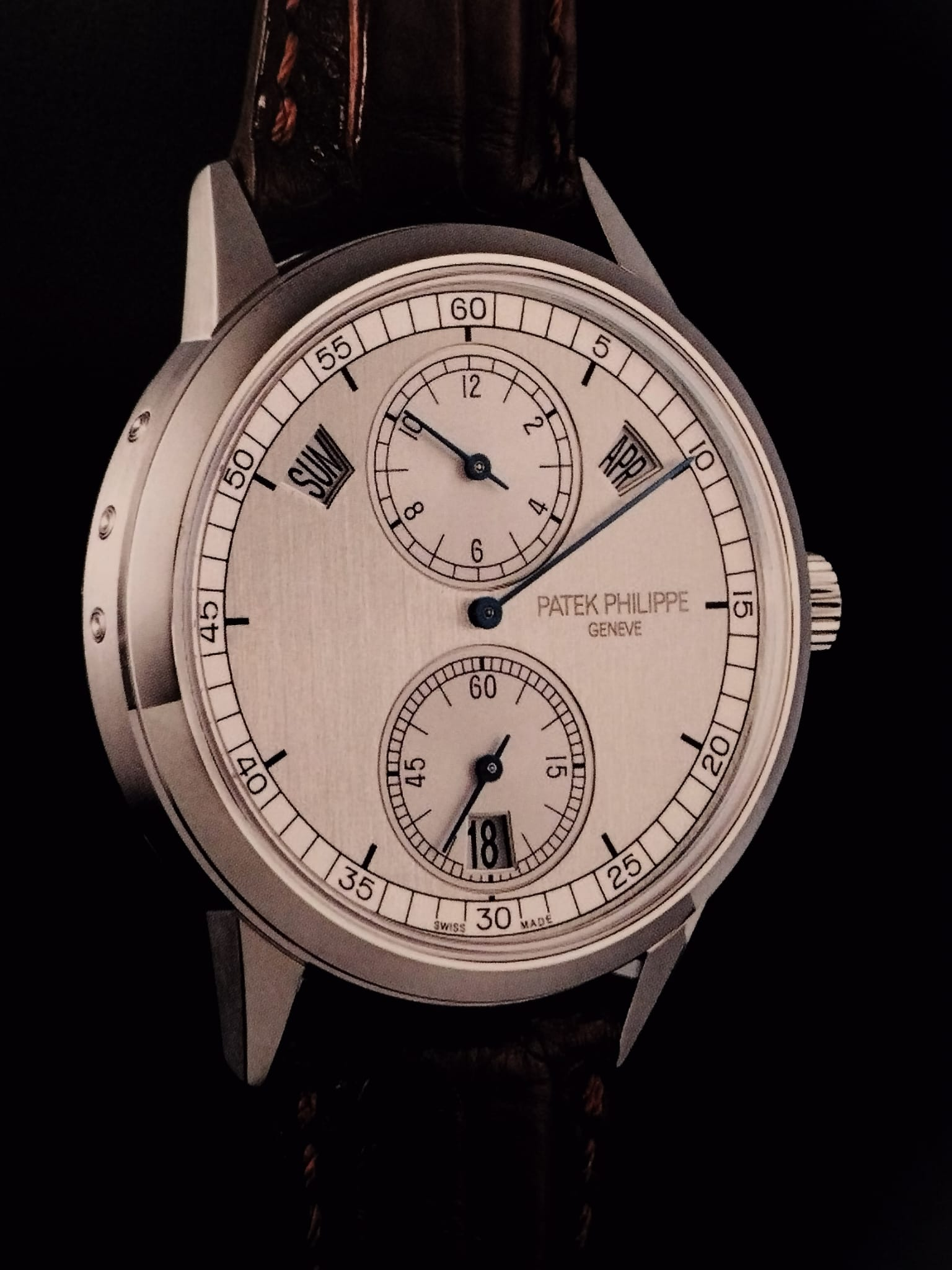
Patek Philippe regolatore con calendario annuale ref. 5235 risalente al 2017. Calibro Patek Philippe 31-260 REG QA.

Nel 2016 l'azienda ha festeggiato i 40 anni dalla nascita del primo Nautilus realizzandone diverse edizioni celebrative (solotempo: ref. 5711/1P, cronografo: 5976/1G e un'inedita versione in calendario perpetuo: ref. 5740/1G con calibro 240Q) in materiale pregiato. Nel 2017 vengono proposte due varianti (differenti per colore del quadrante e materiale) di un cronografo rattrapante con calendario perpetuo (ref. 5372P), seguite, qualche anno più tardi, dalla variante per mancini (ref. 5373P).
Nel 2019 la collezione Calatrava si amplia con una nuova complicazione, quella del calendario settimanale (ref. 5212), incassato in una cassa rotonda acciaio.

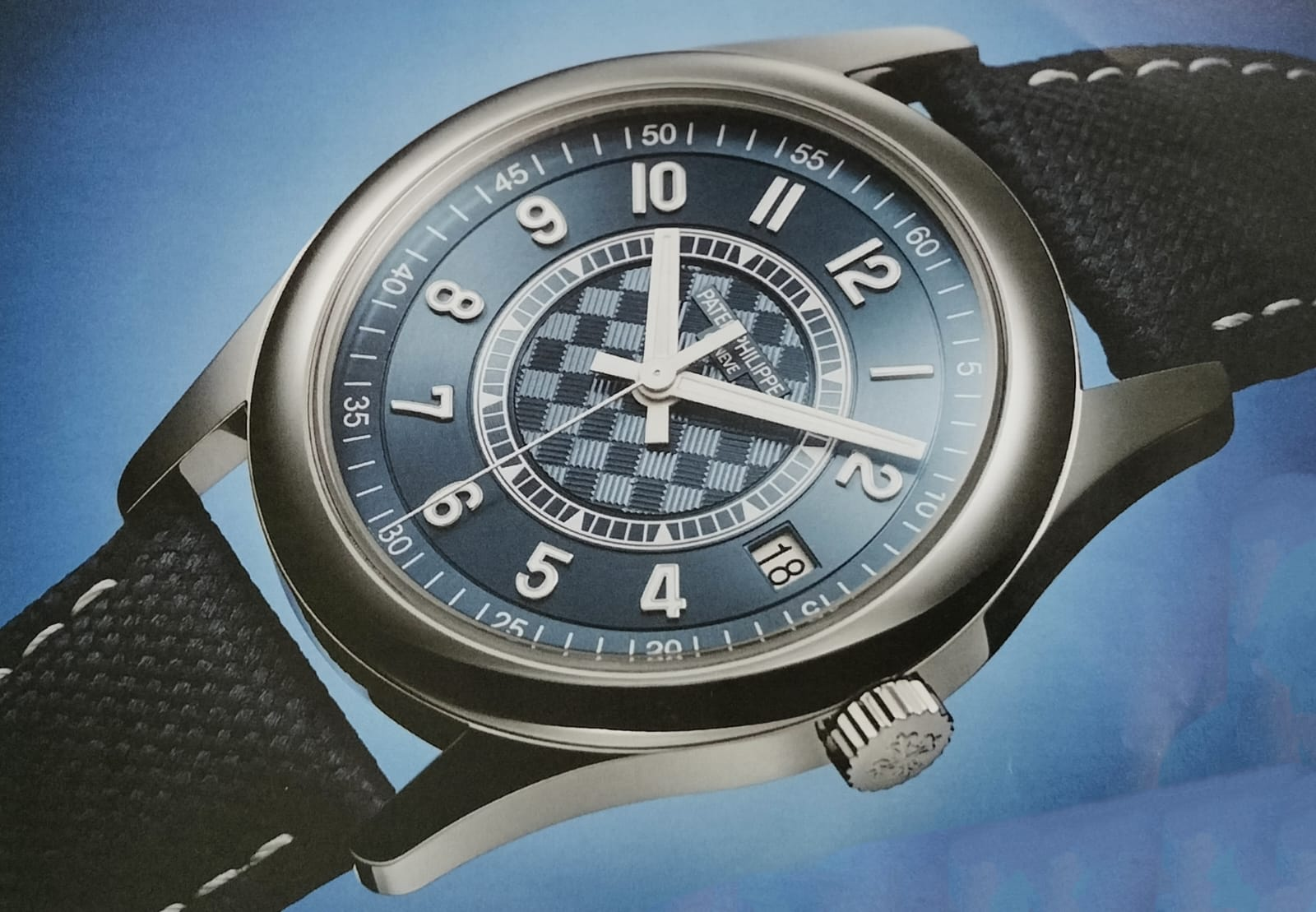
Il Patek Philippe Calatrava (ref. 6007) è stato presentato per festeggiare l'apertura della nuova manifattura a Plan-les-Ouates

Nel 2020 è stato inaugurato un nuovo edificio a Plan-les-Ouates, in grado di radunare tutta la produzione della maison in un unico luogo. Per onorare questa ricorrenza è stato realizzato un modello celebrativo del Calatrava, la ref. 6007 in acciaio con quadrante blu decorato con un motivo che richiama la trama del carbonio. Un altro modello di grandissima qualità, dello stesso anno, è il Grande Sonnerie ref. 6301P, imparentato con il Grandmaster Chime.
Nel 2021 il Calatrava aggiunge una ulteriore complicazione alla sua collezione, quella del calendario lineare (calibro 31-260 PS QL), segnando una prima assoluta per un orologio da polso (ref. 5236P). Questa complicazione è stata reinterpretata da quella già vista negli anni Cinquanta in un modello da tasca in oro, ref. 725/4. Lo stesso anno il reparto ricerca e sviluppo ha studiato un nuovo modo per migliorare l'acustica nei suoi orologi dotati della complicazione della suoneria e della ripetizione minuti, a prescindere dal materiale della cassa. È stato così sviluppato un modulo, chiamato "fortissimo" (traendo ispirazione dalla musica classica) in cui attorno al movimento automatico con micro rotore Patek Philippe R 27 cv è stato posto un anello in titanio dotato di quattro fori che consentono una migliore propagazione del suono, generato dai martelletti non più in acciaio, bensì in platino.

Sempre nel 2021 la ref. 5711 del Nautilus è stata discontinuata, lasciando l'Aquanaut come unico orologio sportivo solotempo in acciaio.

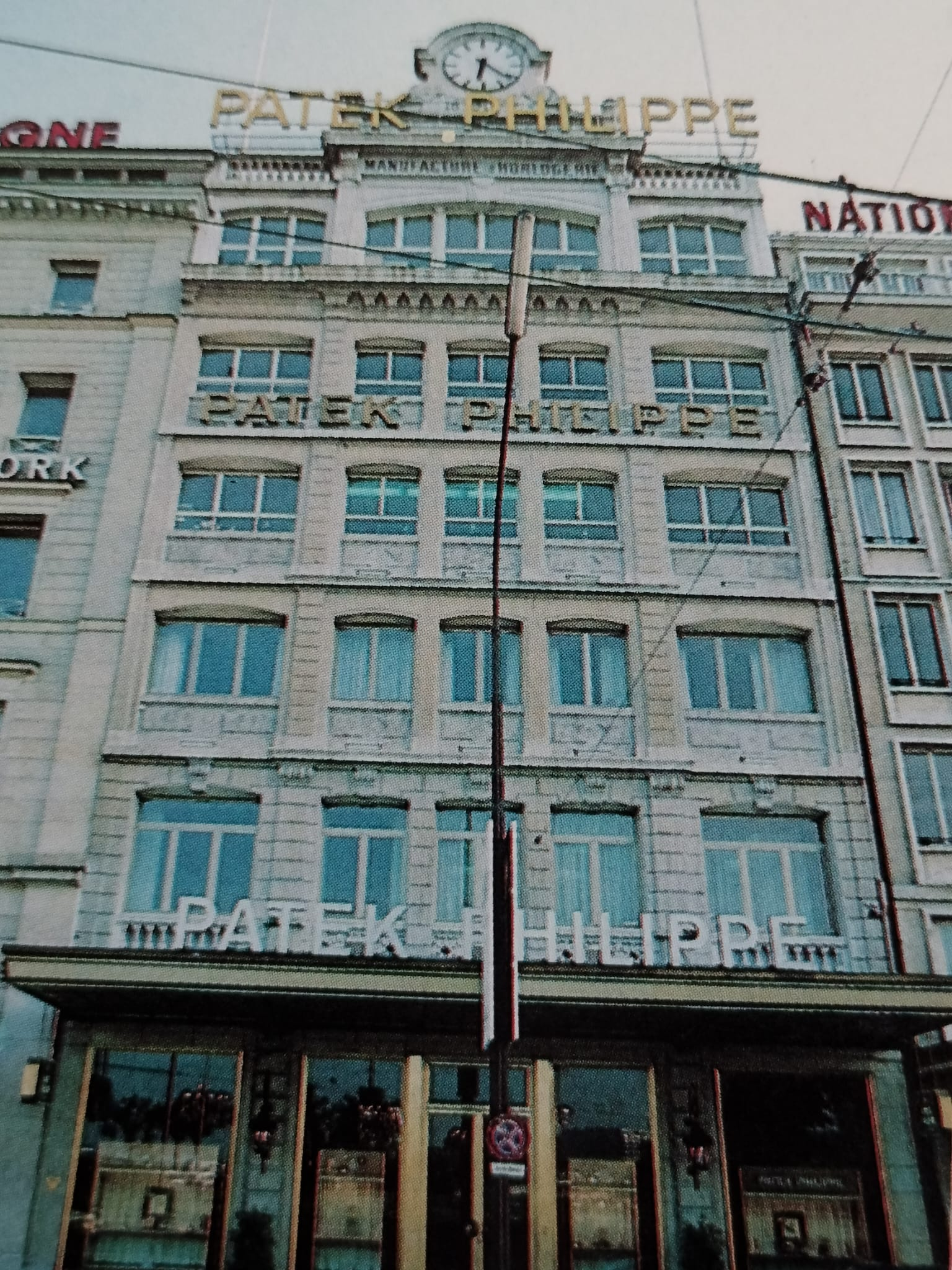
Palazzo Patek Philippe a Ginevra

La famiglia Stern mantiene ancora oggi la proprietà. L'attuale presidente è Thierry Stern, mentre suo padre Philippe Stern è dal 2009 presidente onorario.
Nel 2023, in occasione dell'asta benefica Only Watch che si tiene ogni anno nel Principato di Monaco, Thierry Stern ha voluto tributare l'ottantacinquesimo compleanno del padre Philippe, a lungo presidente dell'azienda, con un orologio pluricomplicato in platino dotato di ripetizione minuti e sveglia, alimentato da un movimento realizzato appositamente per questo segnatempo e mai più utilizzato. Lo stesso anno la linea Calatrava introduce un nuovo modello particolare: si tratta di un dual time con visualizzazione delle 24 ore (ref. 5224): le lancette delle ore compiono un solo giro durante l'intero arco della giornata.

Nel 2023 Patek Philippe presenta una serie limitata di un orologio con allarme e ripetizione minuti, tributo a Philippe Stern, storico proprietario e presidente onorario della Maison, per il suo ottantacinquesimo compleanno. La referenza è la 1938P-001. Il movimento automatico, chiamato R AL 27 PS, progettato specificatamente per questo orologio, non verrà più adoperato dall'azienda. Sul rotore periferico inoltre è incisa la firma di Stern.

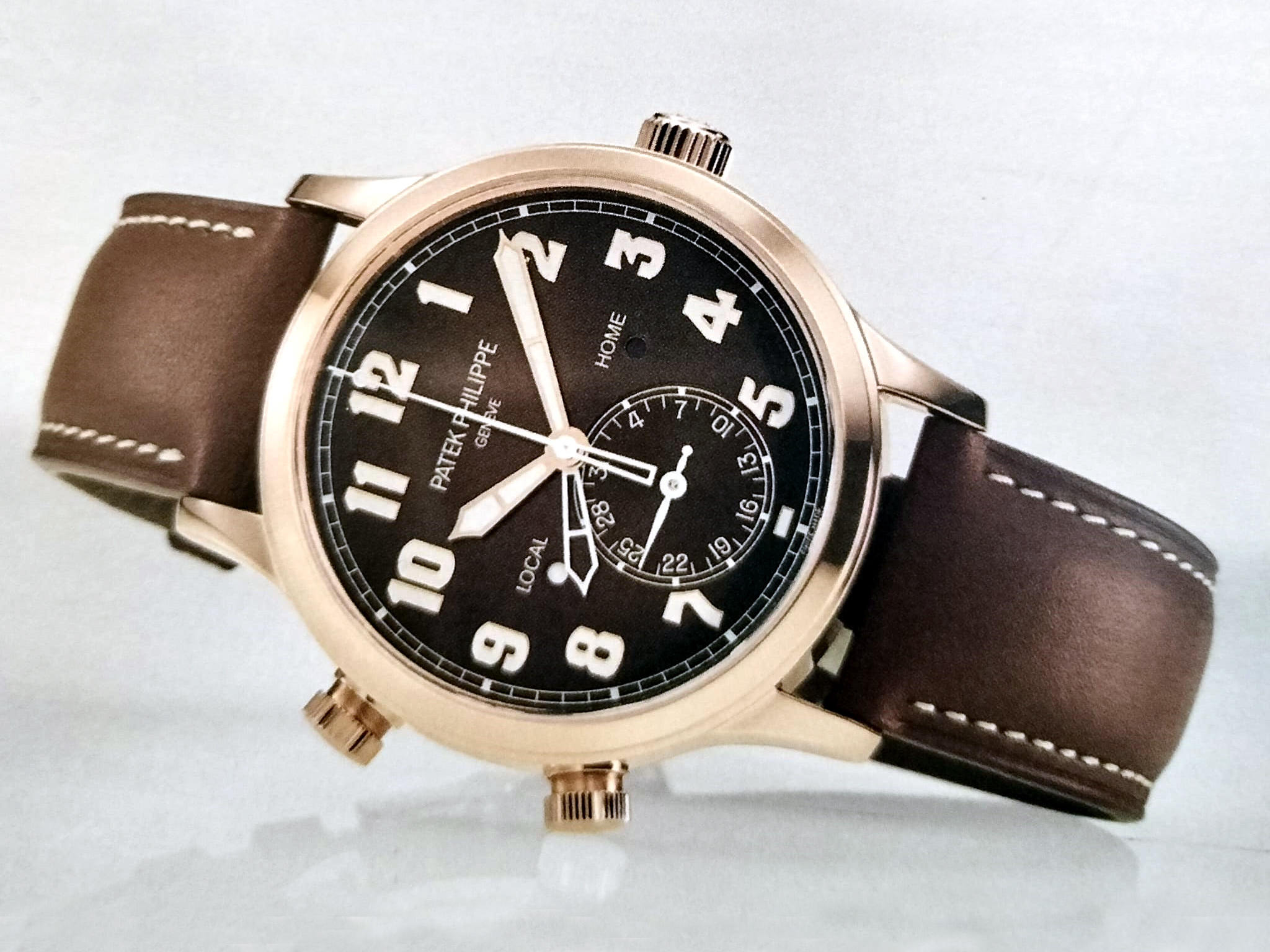
Patek Philippe Calatrava Travel Time ref. 5524R, anni Duemilaventi. Calibro Patek Philippe 324 S C FUS

Tra i clienti reali dell'azienda si ricordano i papi Leone XIII e Pio IX, il Re Cristiano IX di Danimarca e sua moglie Luisa, Vittorio Emanuele III d'Italia e il sultano Ḥusayn Kāmil.
Nel 2023 Patek ha prodotto oltre 65.000 orologi.
Nel 2024 Patek Philippe ha presentato un nuovo orologio sportivo, il Cubitus, dotato di cassa quadrata, che va a posizionarsi come modello entry level al posto del Nautilus ref. 5711 e al fianco dell'Aquanaut. Inizialmente sono stati presentati tre modelli: le varianti solotempo acciaio con quadrante verde e acciaio/oro rosa con quadrante blu (ref. 5821) e in platino con gran data (per la prima volta su un Patek), piccoli secondi, calendario e fasi luna (ref. 5822P).
Il 18 Ottobre 2024 Patek Philippe presenta la nuova collezione Cubitus è una nuova collezione lanciata nel 2024, segnando la prima linea completamente inedita del marchio in 25 anni. Caratterizzato da un design sportivo-chic con bracciale integrato, il Cubitus si distingue per la sua cassa quadrangolare e un'estetica più angolare rispetto al celebre Nautilus. Disponibile in acciaio, acciaio e oro rosa, e una versione in platino con complicazioni, il Cubitus introduce innovazioni come il datario a grande data e un movimento automatico. Nel 2025 la collezione è stata ampliata anche con un modello in oro bianco e uno in oro rosa.
Nel 2025 è stata presentata il nuovo Calatrava ref. 5328: un calendario con riserva di carica di 9 giorni (8 più uno di "emergenza") dotato di calibro di manifattura a carica manuale Patek Philippe 31-505. Lo stesso anno è stato presentato il modello da tavolo ref. 27000M in legno, argento e pannelli smaltati con tecnica Grand Feu e dotato di movimento meccanico di manifattura realizzato appositamente per questo modello con riserva di 31 giorni. Si tratta di un modello entrato in commercio a seguito della variante pezzo unico battuta all'asta benefica Only Watch del 2021 con ref. 27001M.

## Patek Philippe in asta
L'assoluta ricercatezza dei propri prodotti ha dato spesso anche luogo ad aste entusiasmanti e rialzi incredibili. Questi solo alcuni esempi:
- Nel 1999 il Patek Philippe Henry Graves realizzato per l'omonimo collezionista statunitense era stato battuto all'asta per 11 milioni di dollari. Lo stesso orologio, pezzo unico e realizzato nel 1933, è finito nuovamente all'asta nel 2014 da Sotheby's quando venne acquistato per 24 milioni di dollari.
- Nel 2003 un rarissimo ref. 96 (calendario completo con fasi lunari a ore 12, finestre con indicazione di giorno e mese e datario periferico) è stato battuto a Ginevra per oltre due milioni di franchi svizzeri.
- Nel 2006 è passato per la prima volta in asta un calendario perpetuo cronografo ref. 2499 prima serie con quadrante logato Asprey (l'unico esistente che si conosca con questa particolarità) alla cifra di 2 milioni e duecentomila franchi svizzeri. Il medesimo segnatempo è ripassato in asta a Ginevra nel 2018 per poco meno di 4 milioni di franchi[78].
- Nel 2008 è stato aggiudicato per oltre 2 milioni di franchi svizzeri un cronografo da polso monopulsante di dimensioni generose (46 millimetri il diametro della cassa) realizzato in esclusiva su commissione del pilota Ferrari Carlo Felice Trossi. Questo orologio è soprannominato "Trossi Legenda".
- Sempre nel 2008 è stato aggiudicato per poco meno di due milioni di franchi svizzeri un calendario perpetuo ref. 3448 pezzo unico, il quale al posto di presentare la finestra delle fasi lunari a ore 6 presenta l'indicazione dell'anno bisestile.
- Nel 2012 è stato battuto a New York un ripetizione minuti da polso con cassa tonneau realizzato appositamente su commissione di Henry Graves Jr. per circa 3 milioni di dollari.
- Ancora nel 2012 è stato battuto per poco meno di un milione di dollari la ref. 2512, il solotempo di casa Patek più grande mai realizzato, con i suoi 46 millimetri di diametro e risalente al 1955.
- Nel giugno 2014 è stato aggiudicato all'asta, per un prezzo assai vicino ai 3 milioni di dollari, uno dei primi cronografi da polso sdoppianti mai creati, con cassa in oro, risalente al 1923.
- Sempre nel 2014 il "Flawless Officier" con diamante da più di 9 carati incastonato nel fondello in titanio (ref. 3928T) è stato acquistato per oltre settecentomila dollari ad un'asta newyorkese.
- Durante la manifestazione Only Watch 2015 è stato battuta per 7,3 milioni di dollari la ref. 5016A, un calendario perpetuo retrogrado con tourbillon e ripetizione minuti con cassa in acciaio, pezzo unico.
- Nel 2016 il primo cronografo con calendario perpetuo in acciaio mai creato dalla Maison (ref. 1518) fu aggiudicato per oltre 10 milioni di euro[79].
- Nel 2018 una ref. 2499 terza serie marchiata Tiffany è stata battuta all'asta a Hong Kong per 23 milioni e cinquecento mila HKD, equivalenti a oltre tre milioni di dollari.
- Nel 2019 l'unica versione del Grandmaster Chime realizzata in acciaio è stata aggiudicata per la cifra record di 31 milioni di dollari[80] (finiti in beneficenza durante l'asta Only Watch di quell'anno).
- Ancora nel 2019 un Patek ore del mondo, ref. 2523 (il primo con doppia corona di carica) con cassa in oro rosa e con quadrante personalizzato Gobbi Milano è stato battuto in Asia da Christie's per quasi 9 milioni di dollari.
- Nel 2021, sempre durante l'asta benefica Only Watch Patek ha presentato un orologio da tavolo con calendario perpetuo, ref. 27001M[81], battuto a 9 milioni e mezzo di franchi svizzeri[82].
- L'11 dicembre 2021 la casa d’aste Phillips ha battuto all’asta il primo segnatempo attualmente disponibile della serie limitata Patek Philippe Ref. 5711/1A-018 Nautilus, in acciaio inossidabile con quadrante "Tiffany Blue" e con il quadrante marchiato Tiffany. Battendo ogni record per un modello Nautilus ref. 5711, il segnatempo è stato venduto per oltre 5,7 milioni di euro. Il ricavato è stato devoluto a The Nature Conservancy, un’organizzazione ambientale globale con sede ad Arlington, in Virginia, tuttavia questo aspetto porta in gioco anche i vantaggi fiscali per l’acquirente che in molti paesi ha la charity dove le donazioni vengono dedotte quasi interamente dalle tasse. Questo aspetto ha sollevato un’accesa polemica nel mondo dell’orologeria.
- Ancora nel 2021 un altro ore del mondo ref. 2523, stavolta con quadrante in smalto cloisonné (chiamato "La via della seta" per la rappresentazione smaltata dell'Eurasia sul quadrante) è stato battuto all'asta da Phillips per oltre 7,7 milioni di dollari.
- Nel 2023 il Patek Philippe ref. 96 con calendario completo (fasi lunari a ore 12, finestre giorno e mese e datario periferico) appartenente ad Aisin-Gioro Puyi, ultimo imperatore della dinastia Qing, è stato battuto all'asta per 6 milioni e mezzo di dollari[83].
- Nel 2024 è stato battuto all'asta per poco meno di 2 milioni di dollari il Patek Philippe rattrapante da polso con cassa a cuscino appartenuto all'aviatrice statunitense Amelia Earhart[84].
- Nel 2024 all'asta benefica Only Watch è stato battuto un Patek Philippe ripetizione minuti, grande e piccola suoneria, con cassa in acciaio (ref. 6301A)[85], esemplare unico realizzato appositamente per questo evento, ad un prezzo di 17 milioni e mezzo di franchi svizzeri.

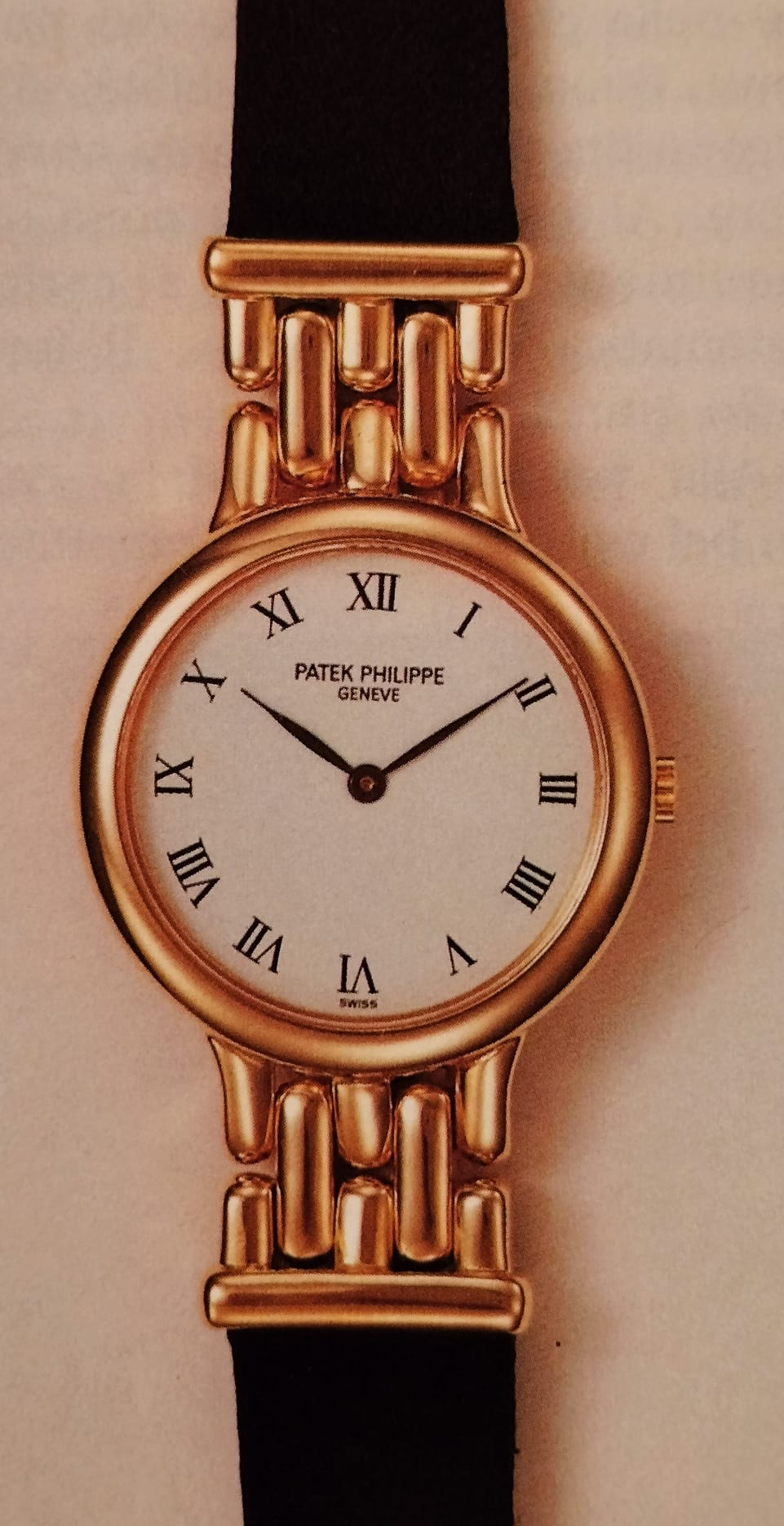
Patek Philippe Calatrava Lady ref. 3915, primi anni Novanta

Molto spesso, la rarità dei modelli più eleganti abbinati a materiali come l'acciaio ha fatto sì che questi orologi ottenessero molto più successo in asta dei loro omologhi in oro.

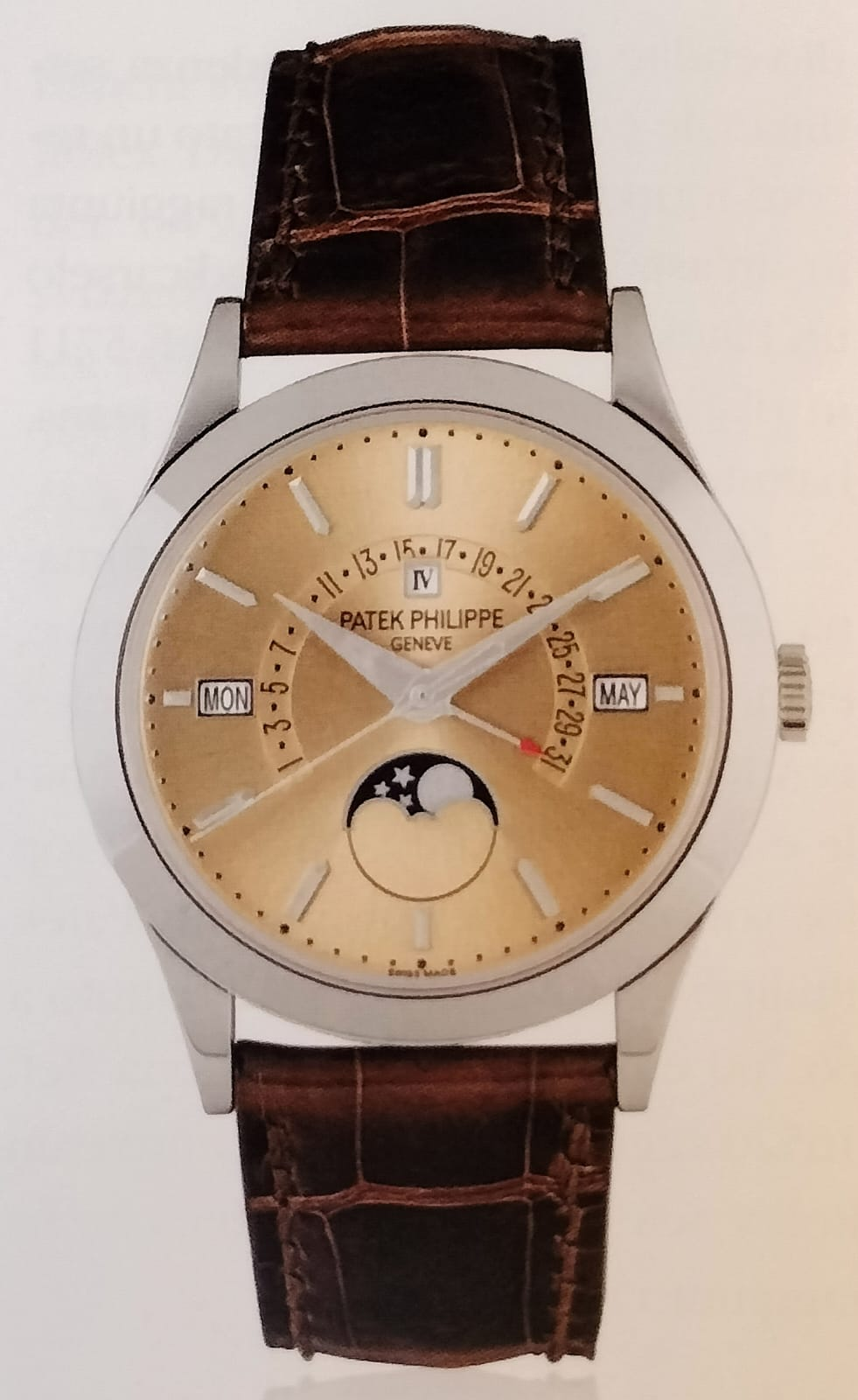
Patek Philippe in platino con calendario perpetuo e datario retrogrado

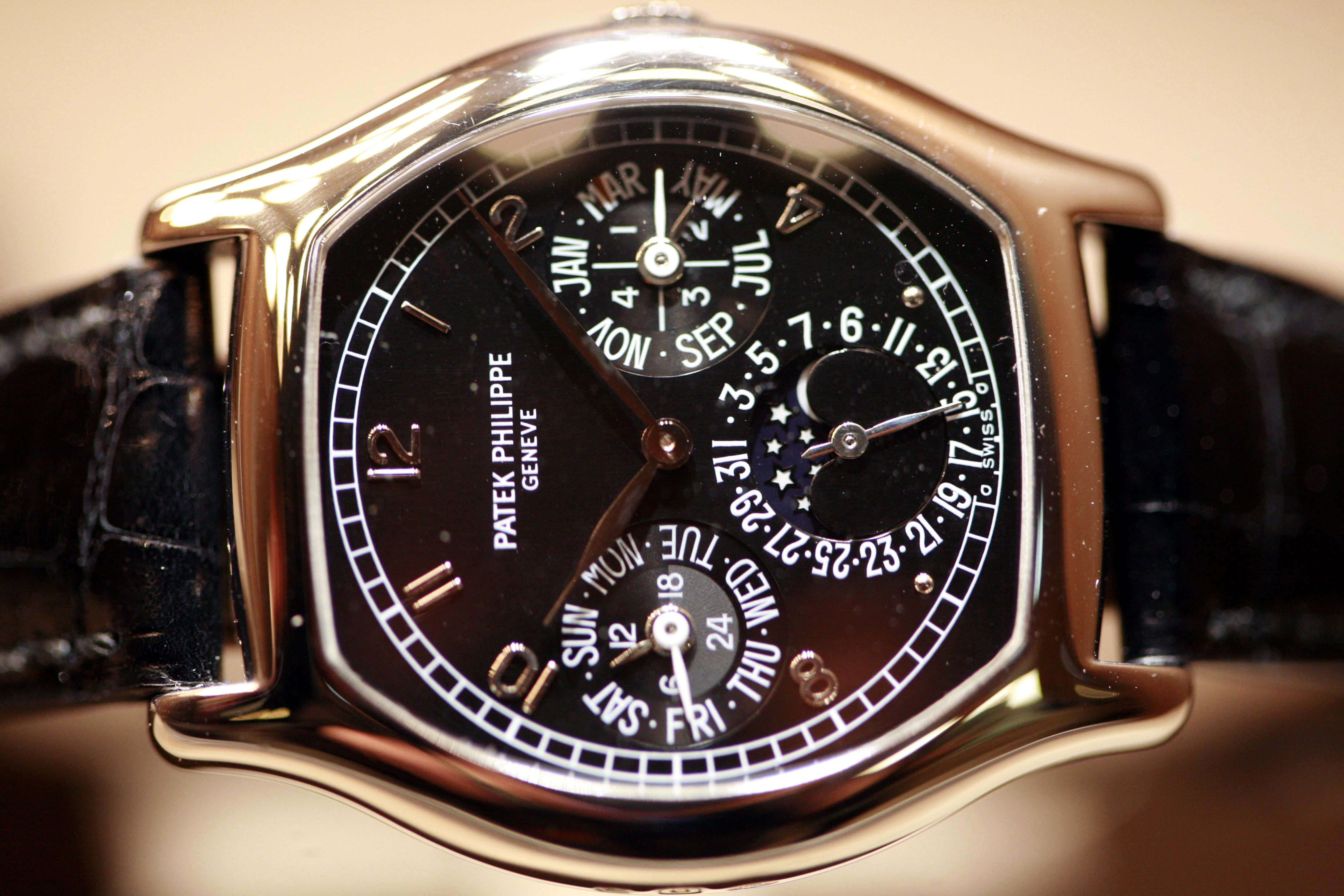
Patek Philippe ref. 5041 con calendario perpetuo

## Serie
La produzione di tale azienda è articolata in più serie: 
- Calatrava: creata nel 1932, è contraddistinta da forme semplici ed eleganti. Sono prodotti solo orologi con cassa circolare, classici dress watch[86]. In questi ultimi anni la collezione ha integrato numerose complicazioni di vari tipi, dai travel time ai calendari perpetui.
- Ellisse d'Oro (Golden Ellipse): creata nel 1968, presenta solo orologi di forma ellittica le cui proporzioni sono sancite dalla Sezione aurea. A testimonianza della raffinatezza e della sobrietà di questo orologio, il Presidente della Repubblica Sergio Mattarella ne possiede uno[87].
- Nautilus: creata nel 1976, presenta orologi con forma della cassa ispirata all'oblò di un transatlantico e lunetta ottagonale con angoli smussati.
- Gondolo: creata nel 1993, presenta solo orologi di forma e decorati secondo l'Art déco.
- Aquanaut: creata nel 1997, presenta orologi sportivi di forma moderna.
- Cubitus: creata nel 2024, presenta orologi sportivi con cassa quadrata.
- Complicazioni e Grandi complicazioni, orologi che presentano funzionalità aggiuntive.

## Patek Philippe Advanced Research

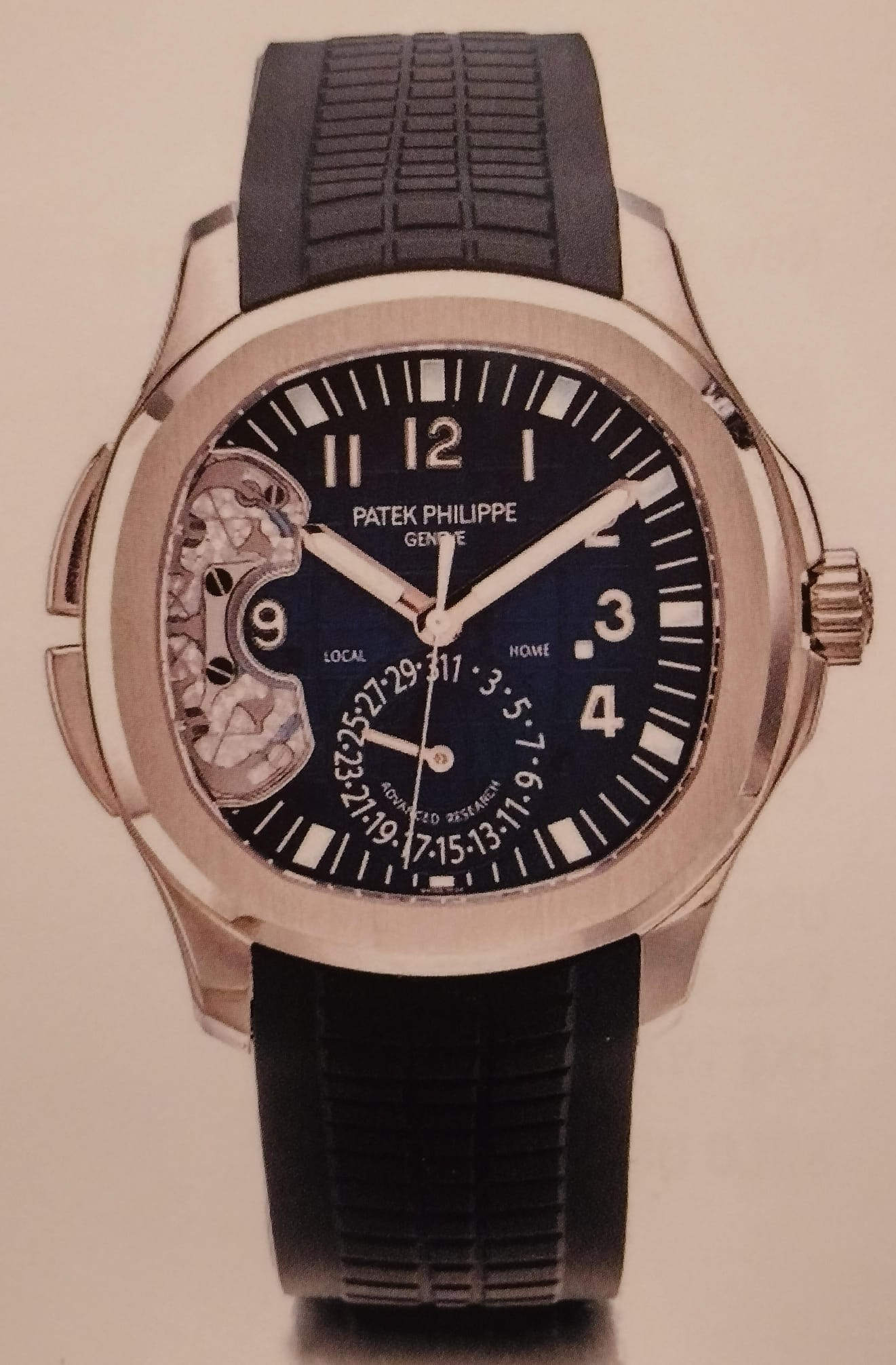
Patek Philippe Aquanaut Advanced Research ref. 5650G limitato a 500 pezzi

Nel 2005 viene presentata la Patek Philippe Advanced Research: una divisione con il compito di sperimentare sull'utilizzo di nuove tecniche e materiali. Ecco quindi che a far corso dal 2005 sono state introdotte diverse componenti in silicio nei movimenti Patek, come la ruota di scappamento Silinvar, vista per la prima volta sul calendario annuale ref. 5250, la spirale Spiromax (del 2006, inizialmente montata sul calendario annuale ref. 5350), lo scappamento Pulsomax (del 2008, incassato sulla ref. 5450 anch'essa calendario annuale) e l'organo regolatore Oscillomax (nel 2011, montato sul calendario perpetuo ref. 5550, che comprende spirale e scappamento in silicio e nuovo bilanciere GyromaxSi anch'esso in silicio, e per la prima volta differente da che Patek Philippe aveva brevettato il bilanciere Gyromax nel 1949). Questa esperienza ha portato poi alla realizzazione di un Aquanaut travel time (ref. 5650) con quadrante semischeletrato dotato di spirale Spiromax modificata e migliorata per una maggior precisione cronometrica e un nuovo e innovativo correttore del secondo fuso orario, che non necessita di manutenzione in sede di revisione. Questo orologio è stato presentato in 500 pezzi. L'ultima, ad oggi, innovazione della Patek Philippe Advanced Research risale al 2021 e riguarda il ripetizione minuti ref. 5750 realizzato in soli 15 esemplari. Questo orologio è stato dotato di un sistema di amplificazione sonora ribattezzato dalla maison ginevrina "Fortissimo" proprio per la qualità e la brillantezza del suono che riesce a imprimere, grazie alla sensibile rivisitazione del movimento incassato.